# Geschichte Frankens
Franken ist eine nicht genau abgegrenzte Region im Norden des Freistaates Bayern, Teilen Baden-Württembergs und Südthüringens sowie Hessens. Sie zeichnet sich durch kulturelle und sprachliche Eigenheiten aus. Ihre Geschichte beginnt mit der ersten menschlichen Besiedlung vor etwa 600.000 Jahren. Thüringer, Alamannen, Slawen, aber auch die namensgebenden Franken besiedelten das Gebiet im Frühmittelalter. Ab Mitte des 9. Jahrhunderts entstand das Stammesherzogtum Franken, eines der fünf Stammesherzogtümer des Ostfränkischen Reiches. Am 2. Juli 1500 wurde während der Regierungszeit Kaiser Maximilians I. das Reich im Zuge der Reichsreformbewegung in Reichskreise eingeteilt, was zur Entstehung des Fränkischen Reichskreises führte. Dieser war maßgebend für die Bildung einer fränkischen Identität. Charakteristisch für Franken war im Mittelalter und der frühen Neuzeit die „Kleinstaaterei“. Im 19. Jahrhundert wurden unter Napoleon große Teile Frankens dem Königreich Bayern eingegliedert.

## Frühgeschichte und Antike

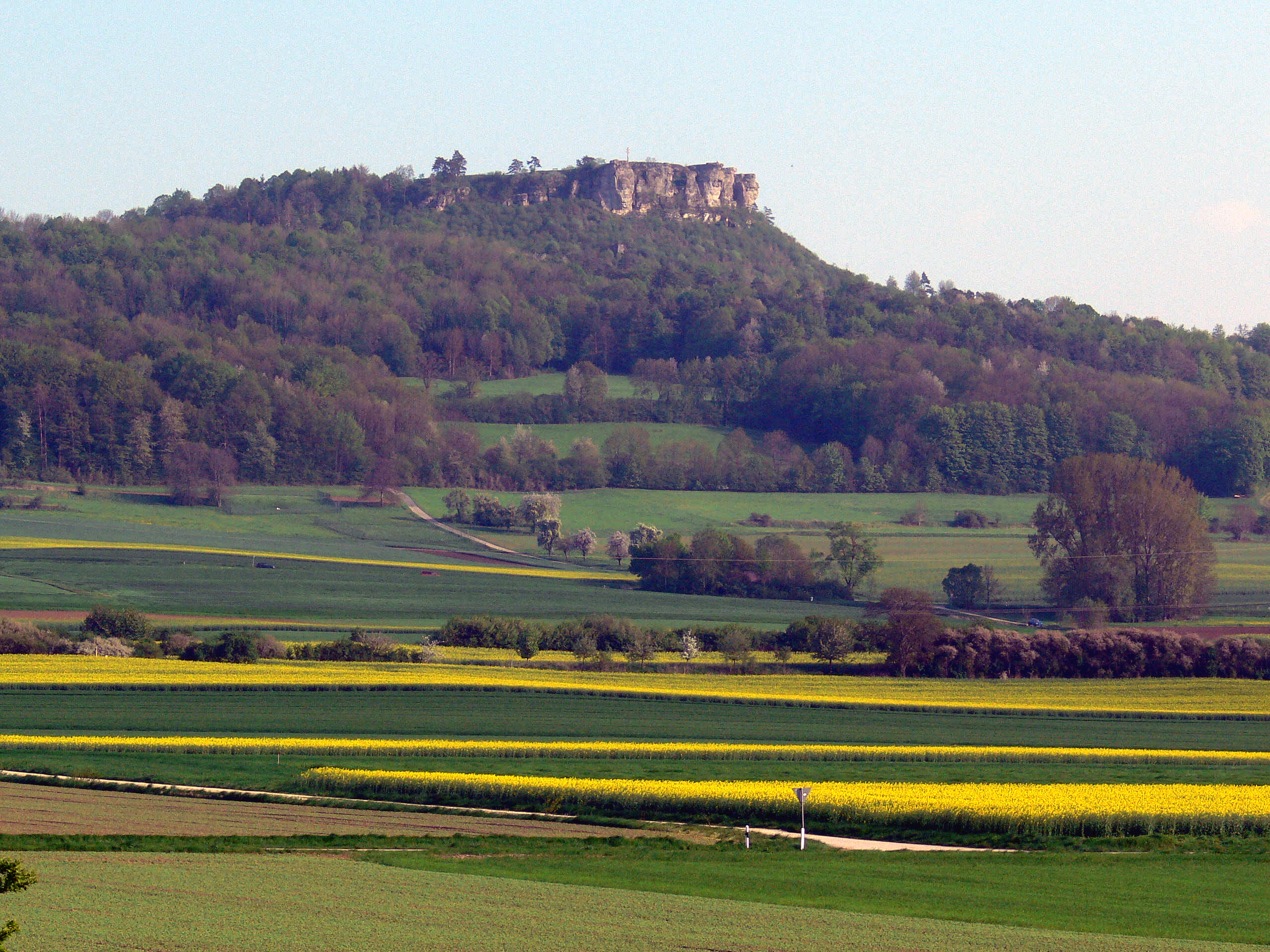
Auf dem Staffelberg errichteten die Kelten eine mächtige Festung

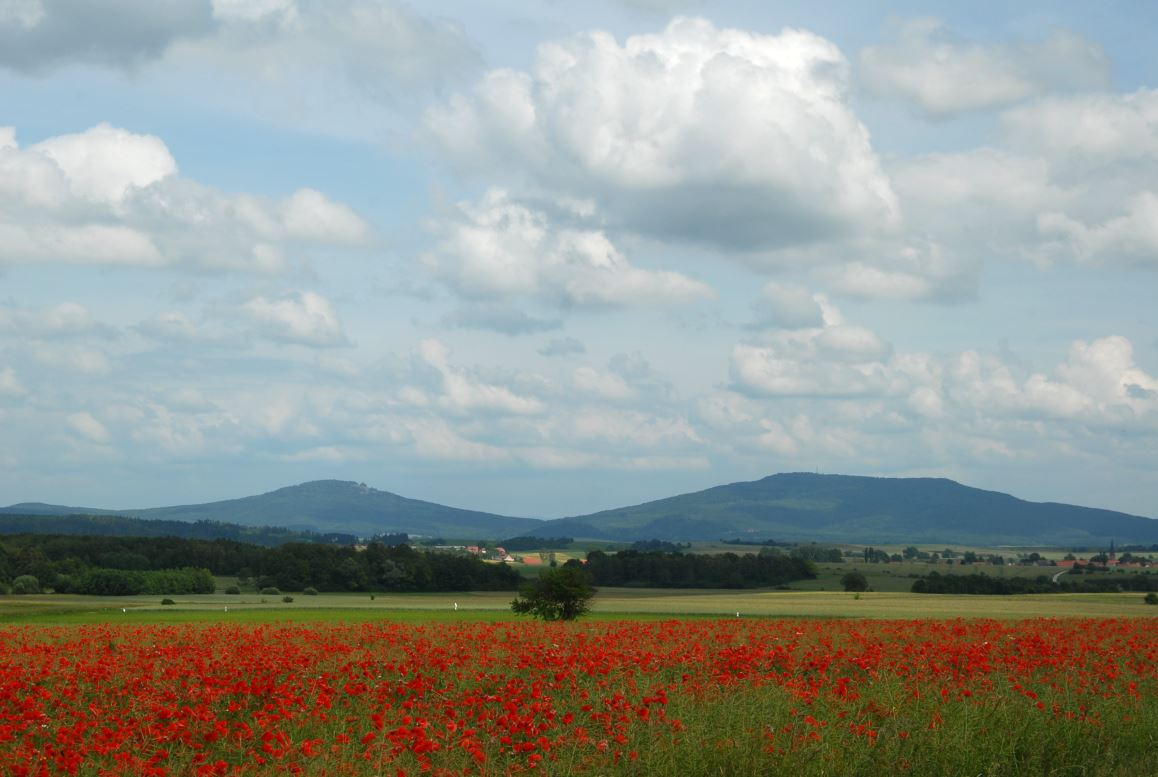
Gleichberge

Fossilfunde von Artefakten, bei Kronach und am Schalksberg in Würzburg gefunden, belegen, dass die Region bereits im mittleren Eiszeitalter (Pleistozän) vor etwa 600.000 Jahren von Urmenschen (Homo erectus) besiedelt war. Auch aus späteren Bereichen des Pleistozäns liegen Fossilfunde vor. Aus der Höhlenruine von Hunas bei Pommelsbrunn im Landkreis Nürnberger Land stammt beispielsweise der älteste Fund menschlicher Überreste in Franken.
Im Neolithikum wurde das Gebiet von den linearbandkeramischen Kultur insbesondere entlang der Flussläufe besiedelt.
In der frühen Bronzezeit war die Region vermutlich nur relativ dünn besiedelt, da wenige Edelmetalle vorkommen und die Böden nur mäßig fruchtbar sind. Allerdings begann in der späten Bronzezeit eine Kriegerelite der sogenannten Urnenfelder-Kultur (1200-800 v. Chr.), sich auf Bergkuppen wie der Ehrenbürg, dem Hesselberg oder dem Marienberg über Würzburg niederzulassen. Eine besonders große Anlage dieser Zeit befand sich auf der Heunischenburg bei Kronach in Oberfranken. Im nahe gelegenen Thonberg wurde ein Helm aus dieser Epoche gefunden. Ein weiterer Helm dieser Epoche stammt aus Ebing bei Bamberg.
Im Verlauf der folgenden Eisenzeit (ab etwa 800 v. Chr.) wird als erstes Volk der Region das der Kelten greifbar. Im nördlichen Franken errichteten sie eine Kette von Gipfelburgen als Verteidigungslinie gegen die von Norden drängenden Germanen. Auf dem Staffelberg erbauten sie eine mächtige Siedlung sowie auf den Gleichbergen das größte in Mitteldeutschland noch erhaltene Oppidum Steinsburg. Mit der verstärkten Expansion Roms im ersten vorchristlichen Jahrhundert und dem gleichzeitigen Vorstoßen elbgermanischer Stämme von Norden her wurde der Niedergang der keltischen Kultur eingeleitet. Ein germanischer Friedhof aus dieser Zeit, der lange genutzt wurde, liegt im heutigen Altendorf im Landkreis Bamberg.
Die südlichsten Teile des heutigen Franken gerieten bald darauf unter römische Kontrolle; der größte Teil der Region befand sich jedoch durchweg im freien Germanien. Hier lebten Markomannen, bis sie nach einer Niederlage gegen Rom etwa zwischen den Jahren 7 und 3 v. Chr. weiter nach Osten ins heutige Böhmen zogen und von anderen elbgermanischen Stämmen wie etwa den Hermunduren ersetzt wurden. Anfangs versuchte Rom seinen unmittelbaren Einfluss weit nach Nordosten auszudehnen, wovon das Legionslager Marktbreit zeugt, das 1986 an der Spitze des Maindreiecks entdeckt wurde. Auf längere Sicht etablierte sich die germanisch-römische Grenze allerdings weiter südwestlich.

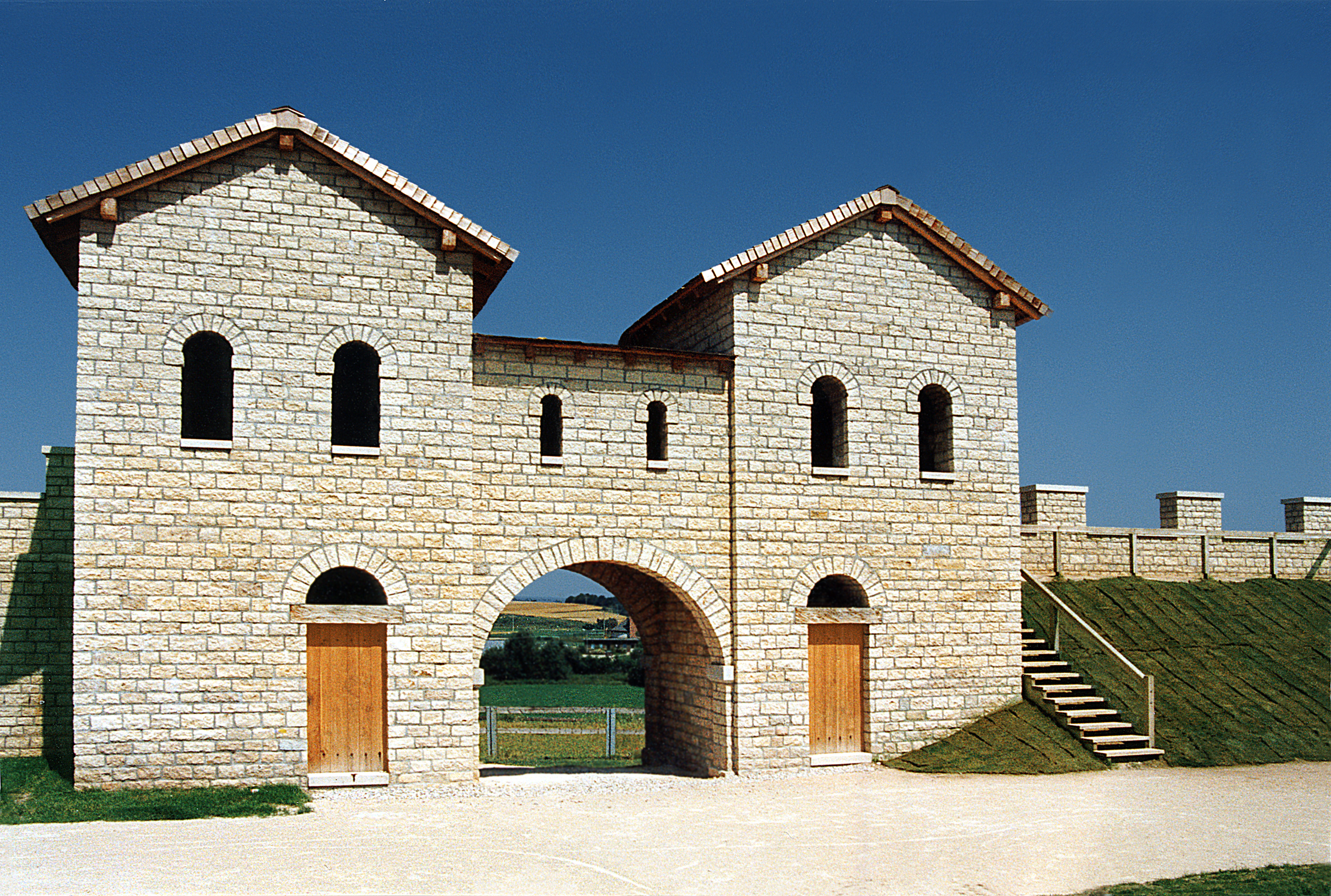
1990 fertiggestellter Nachbau der Porta decumana der Biriciana, Blick über die Lagerringstraße

Unter den Kaisern Domitian (81–96), Trajan (98–117) und Hadrian (117–138) wurde der Limes als Grenze zu den Stämmen im Norden angelegt. Diese Verteidigungslinie durchschnitt den Süden Frankens und beschrieb in der Region einen Bogen, dessen nördlichster Punkt beim heutigen Gunzenhausen lag. Zu seiner Absicherung errichteten die Römer mehrere Kastelle, etwa das Kastell Biriciana bei Weißenburg oder das Kastell Ruffenhofen am Fuße des Hesselbergs. Schon ab der Mitte des dritten Jahrhunderts konnte die Limesgrenze jedoch nicht mehr gehalten werden, denn die Alamannen besetzten um 250 n. Chr. die Gebiete südlich des Limes bis hin zur Donau.
Befestigte Ansiedlungen wie auf der Gelben Bürg bei Dittenheim und dem Reisberg bei Scheßlitz kontrollierten die neuen Gebiete. Aber auch nördlich des einstigen Limes, beispielsweise auf der Ehrenbürg, dem Staffelberg oder der Houbirg konnten mehrere derartige Gauburgen nachgewiesen werden. Welchem Volk die Bewohner angehörten, ist in den meisten Fällen unbekannt. Vor allem in den südlichen Teilen dürften es sich um Alamannen und Juthungen gehandelt haben. Am unteren und mittleren Main setzten sich dagegen Burgunden fest. Ihnen wird auch eine Anlage auf der Wettenburg bei Urphar zugeschrieben. Bis spätestens 500 n. Chr. scheinen allerdings viele dieser Höhenburgen zerstört gewesen zu sein. Die genauen Ursachen dafür sind nicht geklärt, könnten aber mit den Hunneneinfällen und den dadurch ausgelösten Völkerlawinen aus Vandalen und Sueben zu tun haben, die den Süden Deutschlands durchquerten. In vielen Fällen bedeutete aber wohl die Eroberung durch die Franken das Ende dieser Höhensiedlungen.

## Mittelalter

### Frühmittelalter

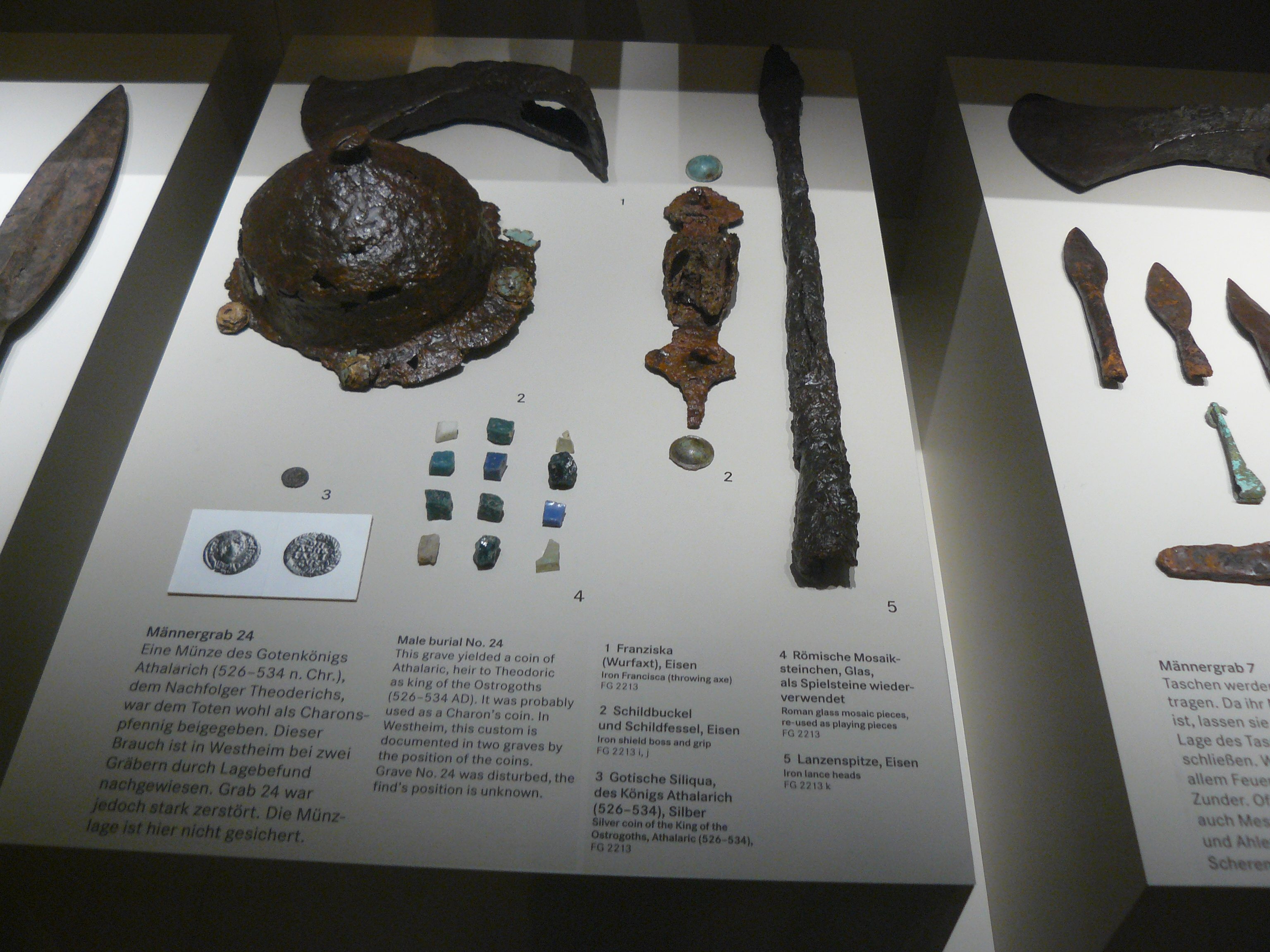
Fränkisches Kriegergrab aus dem frühmittelalterlichen Gräberfeld von Westheim

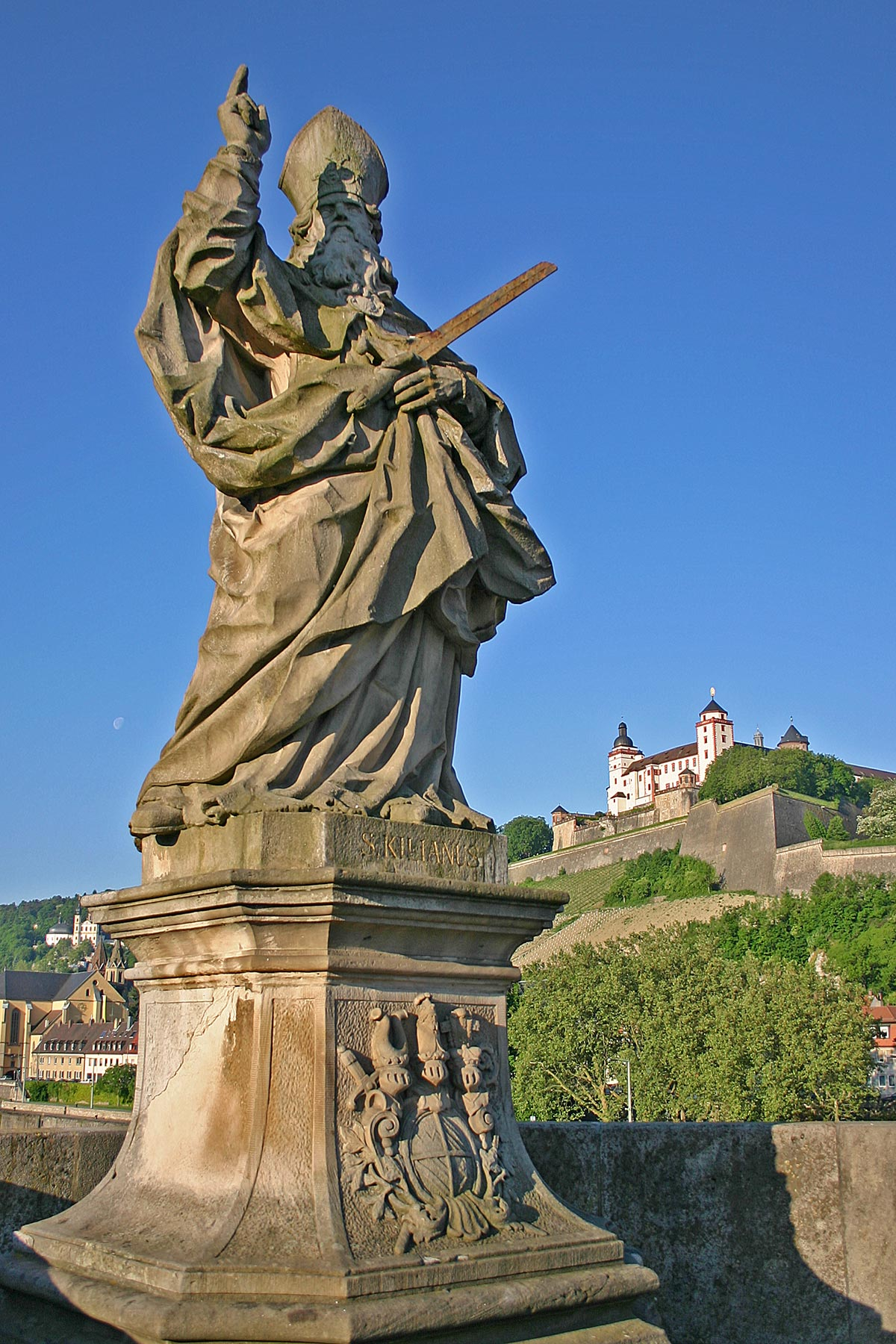
Der Heilige Kilian, Schutzpatron der Franken

Bis zum Beginn des 6. Jahrhunderts lag die ostfränkische Region im Spannungsfeld zwischen Thüringern und Alamannen. So schrieb der Kosmograph von Ravenna im 7. Jahrhundert, dass die Flüsse Naab und Regen in der heutigen Oberpfalz im Land der Thüringer in die Donau münden. Er bezog seine Informationen offenbar aus älteren Quellen, was eine zeitweise Ausdehnung thüringischen Einflusses im 5. und Anfang des 6. Jahrhunderts zumindest in Teilen Oberfrankens wahrscheinlich macht.
Die Ausdehnung des thüringischen Machtbereiches in die Maingebiete ist neueren Untersuchungen zufolge allerdings nicht sicher nachzuweisen. In Oberfranken scheinen bis zur Eroberung durch die Franken eher Beziehungen zu böhmischen Kulturgruppen bestanden zu haben. Offenbar war dort eine autochthone elbgermanische Bevölkerungsgruppe als Traditionsträger vorherrschend. Den Franken fiel mit ihren Siegen über die Alamannen um 507 n. Chr. und Thüringer (529–534 n. Chr.) in ihren Kerngebieten auch die heutige Region Franken zu. Zunächst wurde sie nur lose dem Fränkischen Reich angegliedert. Allerdings lässt sich bereits im 6. Jahrhundert eine Besiedelung der Region durch Franken feststellen, die vor allem vom Untermain ausging. Im 7. Jahrhundert rückten fränkische Siedler bis an den Obermainbogen und die Regnitz vor. Kurz darauf, spätestens seit der Mitte des 7. Jahrhunderts, begannen allerdings im Gegenzug auch Slawen die nordöstlichen Teile der Region von Osten her zu besiedeln. Der fränkische König Dagobert I. setzte am zentralen Verkehrsort Würzburg einen Mann namens Hruodi als Herzog (dux) über die Mainlande ein. Gelegentlich wird spekuliert, dass dieser mit dem thüringischen Herzog Radulf identisch war. Wahrscheinlicher ist aber, dass sich schon damals in Franken ein eigenes Herzogtum bildete, gegründet, um ein Gegengewicht zum mächtigen thüringischen Herzog zu schaffen. Typische Reihengräberfelder dieser Zeit wurden in Westheim, Dittenheim, Gnotzheim, Hellmitzheim, Hettstadt, Kleinlangheim, Klepsau, Neubrunn, Niedernberg, Sulzheim, Weißenburg und Zeuzleben entdeckt. Einzelgräber beziehungsweise Grabbeigaben dieser Epoche wurden auch in Bad Staffelstein, Hirschaid und Eggolsheim entdeckt.
Der Großteil der Bevölkerung in dem Gebiet war bis weit ins Frühmittelalter heidnischen Glaubens. Nur die dem König unterstehende Führungsschicht dürfte aller Wahrscheinlichkeit nach bereits christlich gewesen sein. Bodenfunde aus Niedernberg, Pflaumheium und Großwallstadt belegen christliches Leben in Unterfranken bereits für das frühe 7. Jahrhundert. Die ersten, die versuchten, den christlichen Glauben nachdrücklich zu verbreiten, waren irisch-angelsächsische Wandermönche. Einer der ersten war Kilian, der zum Apostel der Franken wurde. Um 685 zog der irische Prediger mit seinen Begleitern Kolonat und Totnan nach Würzburg, wo er zu einer Art Bischof wurde. Mit ihrer Ermordung wurden er und seine Begleiter zu Märtyrern, was den Grundstein für die Heiligenlegenden gelegt haben dürfte. Unter Bonifatius wurde 741 oder Anfang 742 mit dem Bistum Würzburg das erste Bistum Frankens gegründet. Um 742, möglicherweise auch etwas später, gründete der hl. Willibald das Bistum Eichstätt, das die südöstlichen Teile Frankens, dazu aber auch bayerische und alemannische Bereiche umfasste.

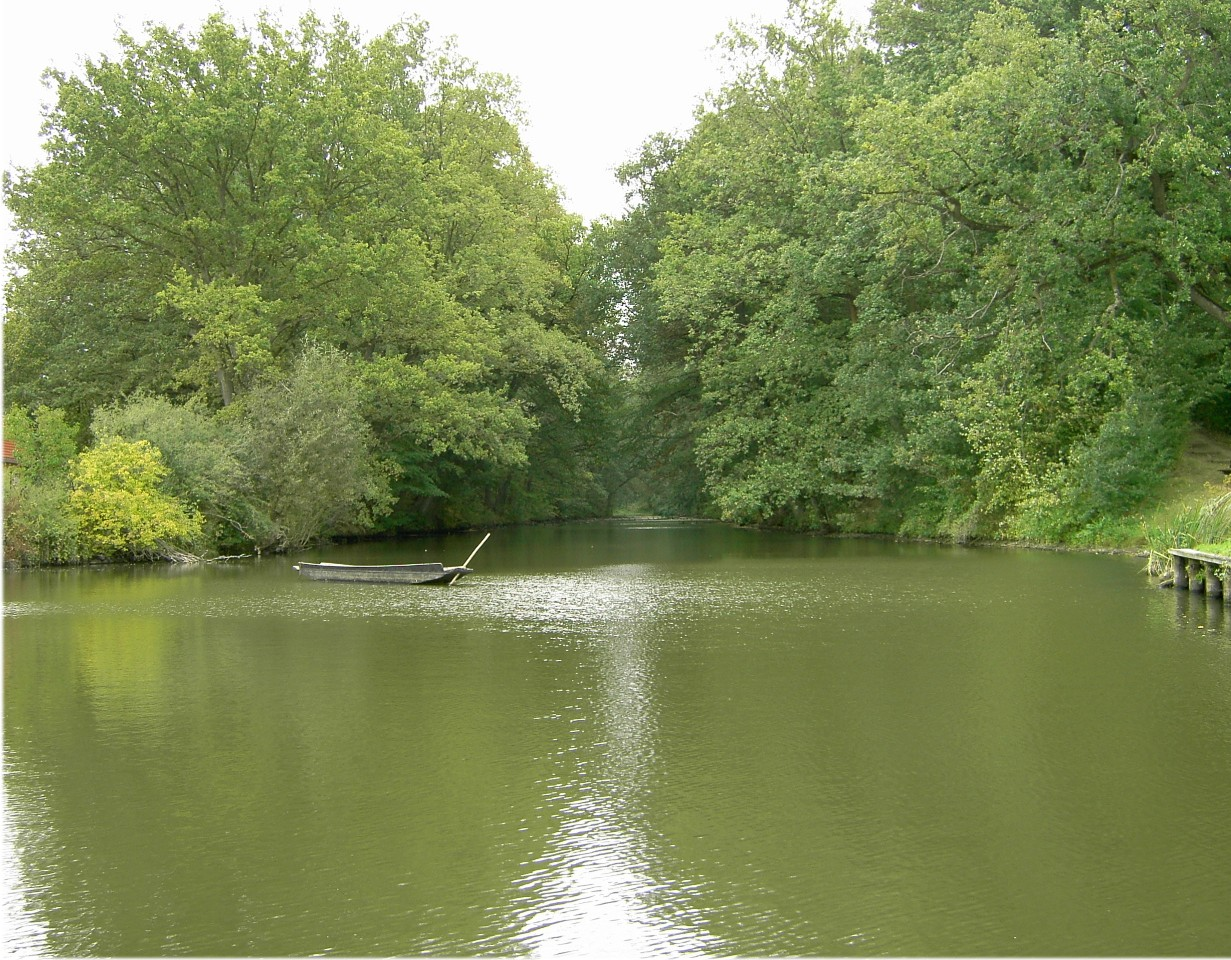
Reste der Fossa Carolina

Bis etwa ins 8. Jahrhundert hatte die für das Reich immer wichtiger gewordene Region noch keinen eigenständigen Namen. Ab dem 9. Jahrhundert wurde das Maingebiet als Ostfranken (Francia Orientalis) bezeichnet. Mit dem gleichen Namen wurde allerdings auch das gesamte ostfränkische Teilreich der Nachfolger Karls des Großen bezeichnet. Unter Karl dem Großen wurde versucht, eine schiffbare Verbindung zwischen Altmühl und Schwäbischer Rezat und damit zwischen Rhein und Donau nahe dem heutigen Ort Graben bei Treuchtlingen zu errichten. Ob diese auch als Karlsgraben bezeichnete Fossa Carolina je fertiggestellt wurde, ist bis heute umstritten.

### Hochmittelalter

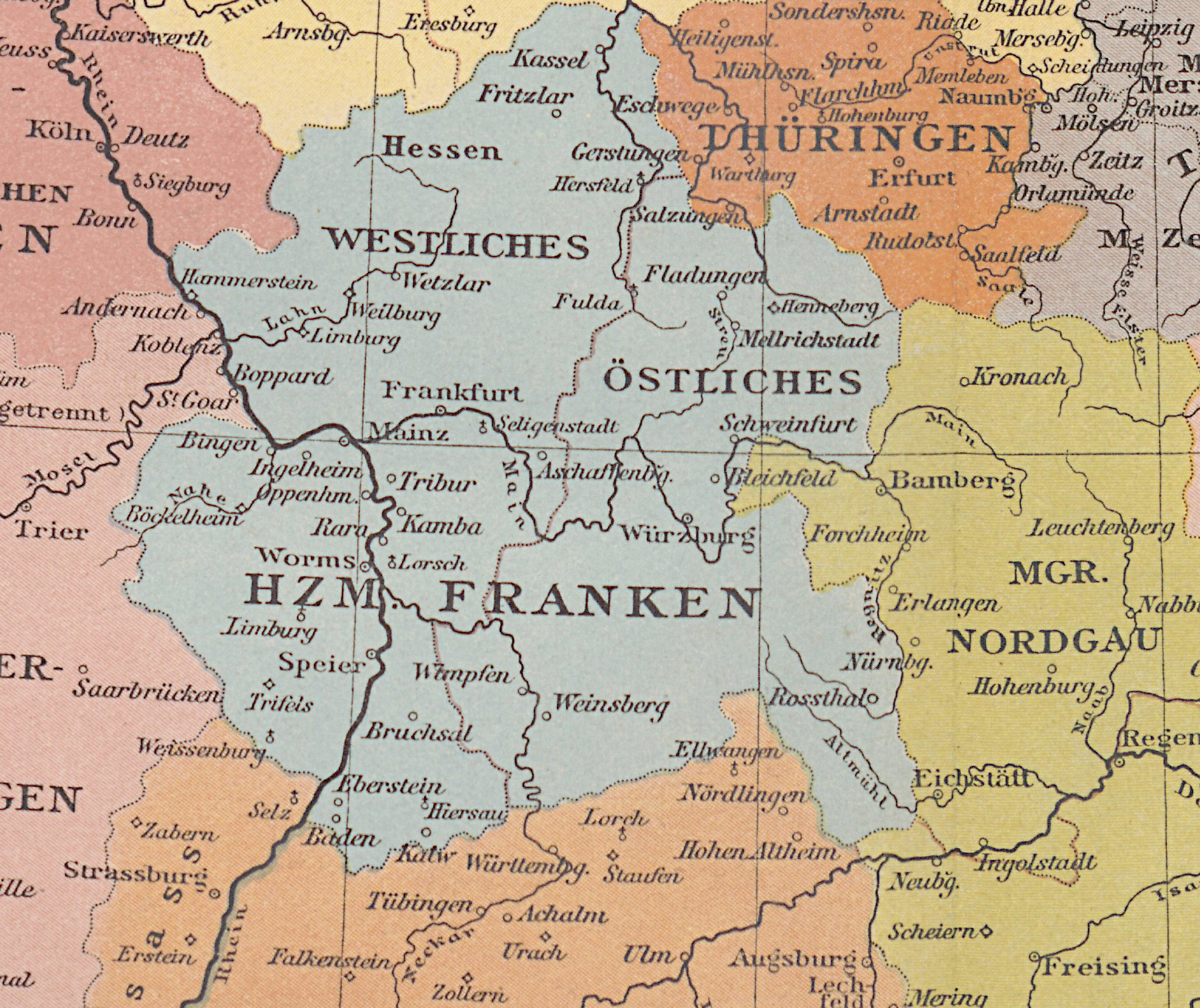
Herzogtum Franken um 800

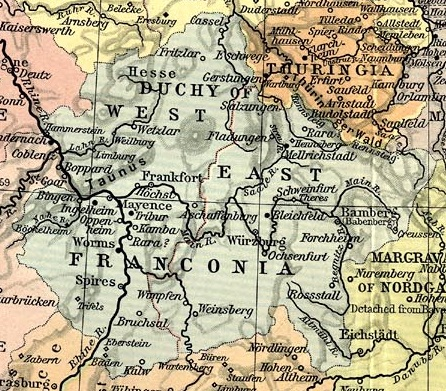
Franken zwischen 919 und 1125

Ab Mitte des 9. Jahrhunderts entstand das Stammesherzogtum Franken, eines der fünf Stammesherzogtümer des Ostfränkischen Reiches. Das heutige Franken umfasst jedoch nur den östlichsten Teil dieses Herzogtums. Bis zum 10. Jahrhundert bestand Franken auch aus dem Herzogtum Westfranken, das das heutige Hessen, Rheinhessen, die Pfalz und Nordbaden umfasste. Außerdem gehörten zu Franken Teile des heutigen Thüringen südlich des Rennsteigs.
Die sogenannten älteren Babenberger, auch Popponen genannt, hatten im 9. Jahrhundert im Maingebiet eine beachtliche Machtstellung, bis es zum Bruch mit den karolingischen Königen kam. Der letzte Karolinger, Ludwig das Kind, zog schließlich einige ihrer Güter ein und vergab sie an Angehörige der Konradinersippe, die im Rheinfränkischen begütert waren. In der darauf folgenden Babenberger Fehde bekriegten sich Konradiner und Babenberger. Am Ende wurden die meisten Güter der Babenberger eingezogen, darunter auch Bamberg.
Als im Jahr 911 Ludwig das Kind starb, wurde der Konradiner Konrad I., der vorher Herzog des fränkischen Stammesherzogtums war, in Forchheim zum König des Ostfrankenreiches gewählt. Die regionale Gewalt über das Herzogtum Franken übergab er seinem Bruder Eberhard von Franken. Nach Konrads Tod wurde der Sachsenherzog Heinrich zum deutschen König gewählt. Eberhard von Franken fiel im Jahr 939 im Kampf gegen Heinrichs Sohn, Otto den Großen in der Schlacht bei Andernach. Danach wurde kein Nachfolger bestimmt und das fränkische Herzogtum direkt dem König unterstellt. Im Gegensatz zu den anderen Stammesherzogtümern war Franken von da an Stammland und Machtbasis der ostfränkischen bzw. deutschen Könige. Dadurch bildete sich dort im Hochmittelalter keine ähnlich starke Regionalgewalt heraus wie etwa in Sachsen, Bayern und Schwaben.
Otto I. stattete die Schweinfurter Grafen, die vermutlich Nachfahren der fränkischen Babenberger waren, mit zahlreichen Ämtern aus, wie dem Bischofssitz in Würzburg, und machte sie zu Grafen der wichtigsten fränkischen Gaue. Unter ihm und seinen unmittelbaren Nachfolgern verhielt sich Franken daher stets königstreu. Otto der Große hielt sich häufig in Franken auf, unter anderem, als er 957 in der Pfalz Zenna, dem heutigen Langenzenn bei Nürnberg, mit seinem abtrünnigen Sohn Liudolf zusammenkam.

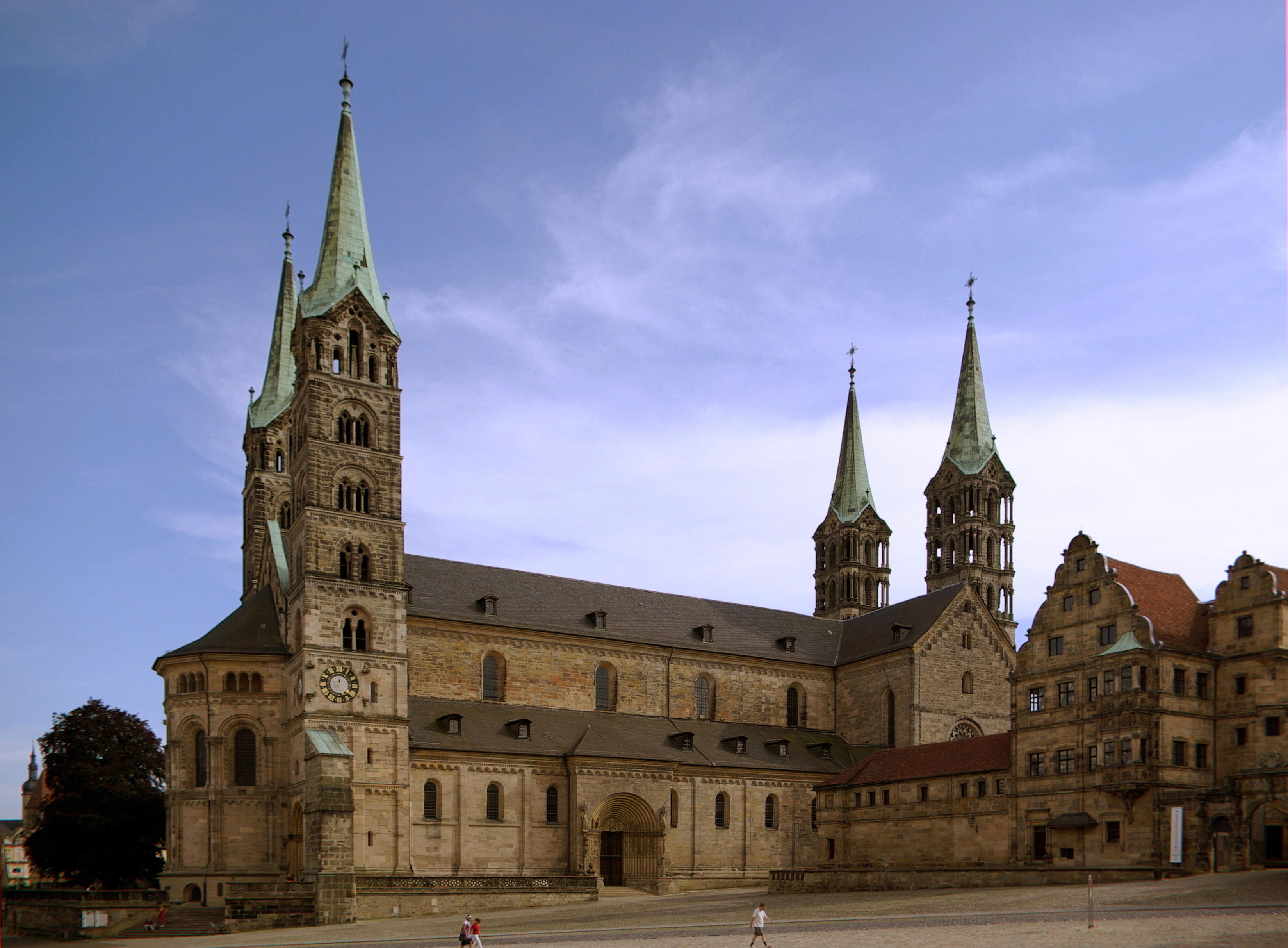
Der Bamberger Dom

Im Jahr 973 übertrug Otto II. die wichtige Babenburg (Bamberg) dem mächtigen bayerischen Herzog Heinrich dem Zänker, um ihn für sich zu gewinnen. Dieser zettelte dennoch einen Aufstand an, wobei er unterlag und das bayerische Herzogtum zerschlagen wurde. Unter Otto III. erhielt jedoch der Sohn Heinrich des Zänkers, Heinrich II., sein bayerisches Herzogtum zurück und wurde sogar zum König gewählt, als die Hauptlinie der Ottonen mit Otto III. im Jahr 1002 ausgestorben war. Er ließ sich vorher die Unterstützung durch die Schweinfurter Grafen bei der Wahl zum König zusichern und versprach Heinrich von Schweinfurt das Herzogtum Bayern. Allerdings löste er dieses Versprechen nach seiner Wahl im Jahr 1002 nicht ein. Daraufhin schloss sich der Schweinfurter den Feinden des Königs an (Schweinfurter Fehde), unterlag aber letztendlich. Heinrich von Schweinfurt behielt zwar die Burgen Hersbruck, Creußen, Kronach, Burgkunstadt und Banz, verlor jedoch seine Grafenämter und königlichen Lehen.
Im Jahr 1007 gründete der später heiliggesprochene Heinrich II. das Bistum Bamberg und stattete es mit reichen Gütern aus. Bamberg wurde zu einer bevorzugten Pfalz und zu einem wichtigen Zentrum des Reiches. Im Bamberger Dom befinden sich die sterblichen Überreste von Heinrich II. und des Papstes Clemens II., der einst Bamberger Bischof war. Es ist das einzige Papstgrab nördlich der Alpen. Da auch Teile des Bistums Würzburg an Bamberg fielen, erhielt Würzburg von Heinrich II. als Entschädigung einige Güter aus dem Besitz des Königs als Lehen, darunter die Meininger Mark mit dem Königsgut Meiningen im Grabfeldgau.

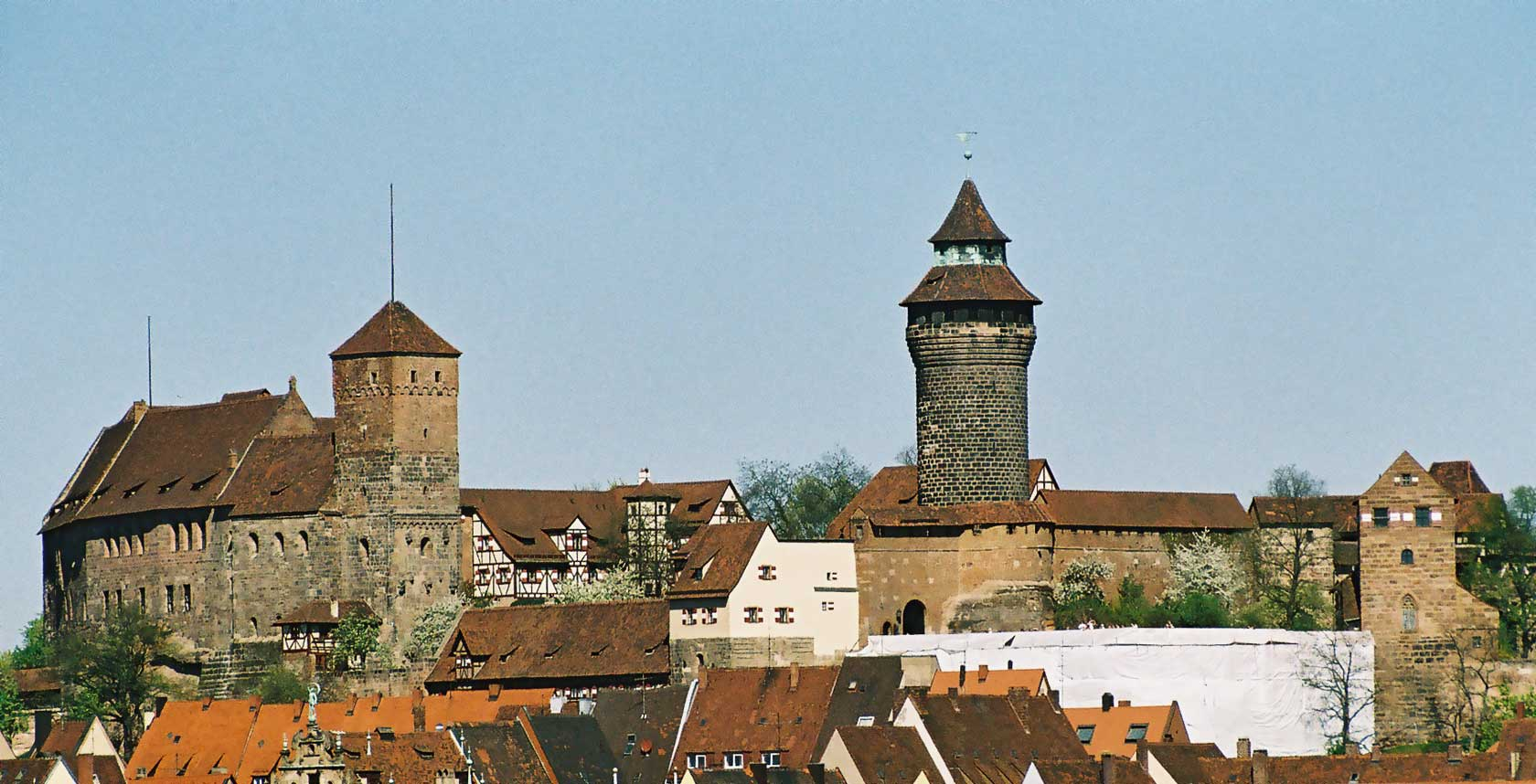
Nürnberger Kaiserburg

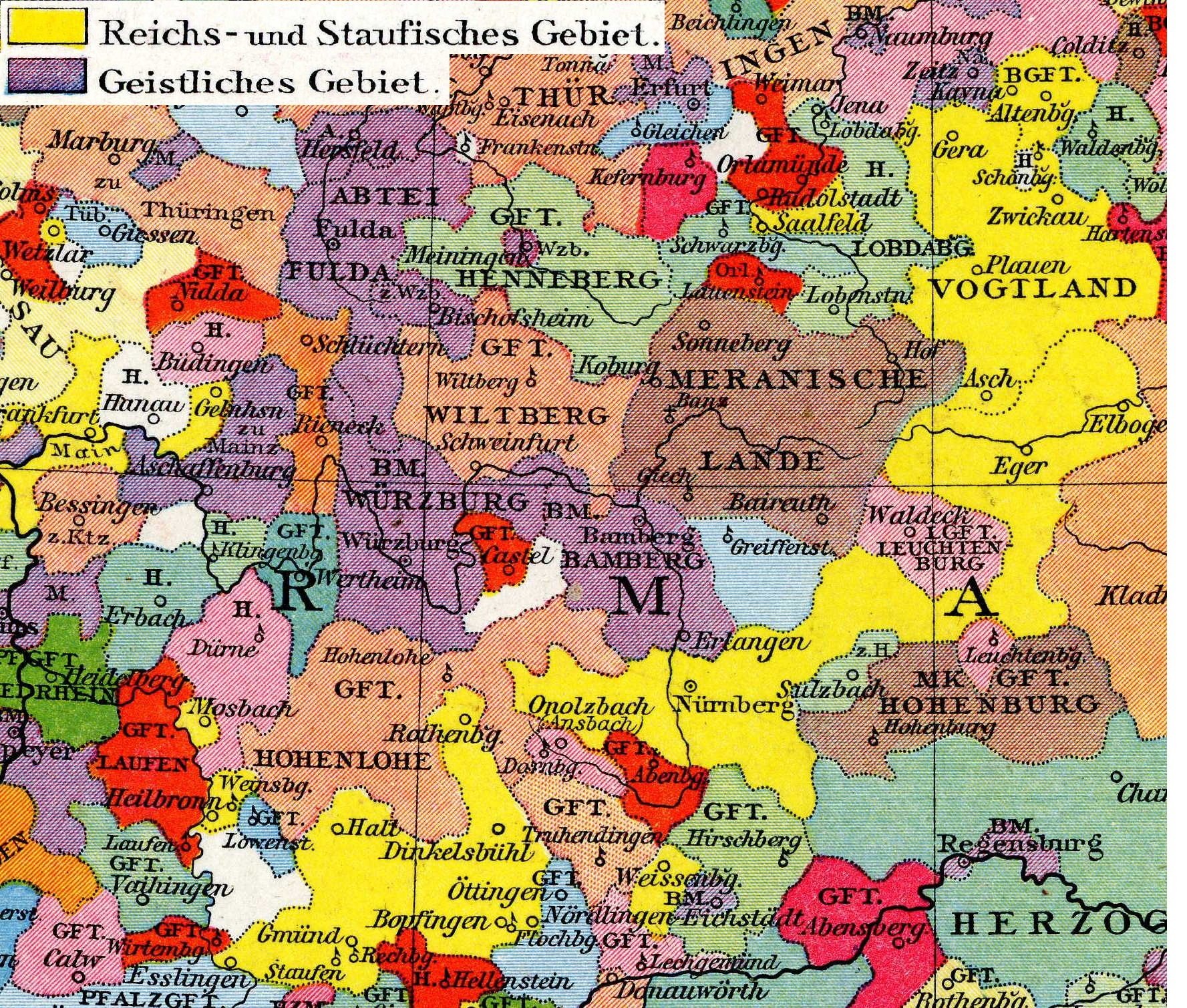
Franken um das Jahr 1200

Die wichtigsten Gebiete in der heutigen Region Franken waren neben Bistümern und staufischer Hausmacht die Meranischen Lande sowie die Grafschaften Henneberg, Greifenstein, Wiltberg, Rieneck, Wertheim, Castell, Hohenlohe, Truhendingen und Abenberg.
Unter dem Salier Heinrich III. wurde Nürnberg, im Jahr 1050 erstmals erwähnt, als neues Machtzentrum für die königliche Gewalt ausgebaut. Ziel war es, den großen Einfluss Bambergs einzudämmen, und so wurden ehemals Bamberger Gebiete wie Langenzenn oder Gebiete südlich von Forchheim abgetrennt. Bambergische Wälder im Umfeld Nürnbergs wurden zu Reichswäldern und das Marktrecht von Fürth wurde von Bamberg nach Nürnberg verlegt. Unter der unruhigen Herrschaft seines Sohnes Heinrich IV. fielen Forchheim und Fürth allerdings wieder zurück an Bamberg. Als sich Bayern, Schwaben und Sachsen gegen den König erhoben, wurde Franken eine der wichtigsten Stützen des Königs. Das Bistum Bamberg profitierte wieder von dieser Situation und verhielt sich dafür im folgenden Investiturstreit stets königstreu. Im Gegensatz dazu schloss sich der Würzburger Bischof den Gegnern des Königs an, die 1077 in Forchheim Rudolf von Rheinfelden zum Gegenkönig erhoben. Er konnte sich allerdings nicht gegen Heinrich durchsetzen.
Unter den Stauferkönigen Konrad III. und Friedrich Barbarossa wurde Franken zum Mittelpunkt der Herrschaft. Besondere Stützen waren ihnen dabei Würzburg und Nürnberg. Würzburg war zu dieser Zeit mit rund 4000 bis 5000 Einwohnern eine der größten Städte nördlich der Alpen. Ab 1190/1191 war Philipp von Schwaben, der jüngste Sohn Kaiser Friedrich Barbarossas, Bischofselekt, also gewählter Bischof von Würzburg. Er sollte nach dem Tode seines Bruders Heinrichs VI. dessen Nachfolge als deutscher König antreten. Ursprünglich für die geistliche Laufbahn bestimmt, war Philipp deshalb einer der wenigen deutschen Könige, die lesen und schreiben konnten. Barbarossa und sein Enkel Friedrich II. errichteten mit den Pfalzen Gelnhausen, Seligenstadt und Wimpfen neue staufische Machtzentren und dehnten das staufische Reichsland zwischen Rothenburg, Nördlingen und Nürnberg aus. Um diese Zeit lebte auch der berühmte Dichter Wolfram von Eschenbach, der aus Wolframs-Eschenbach stammte.

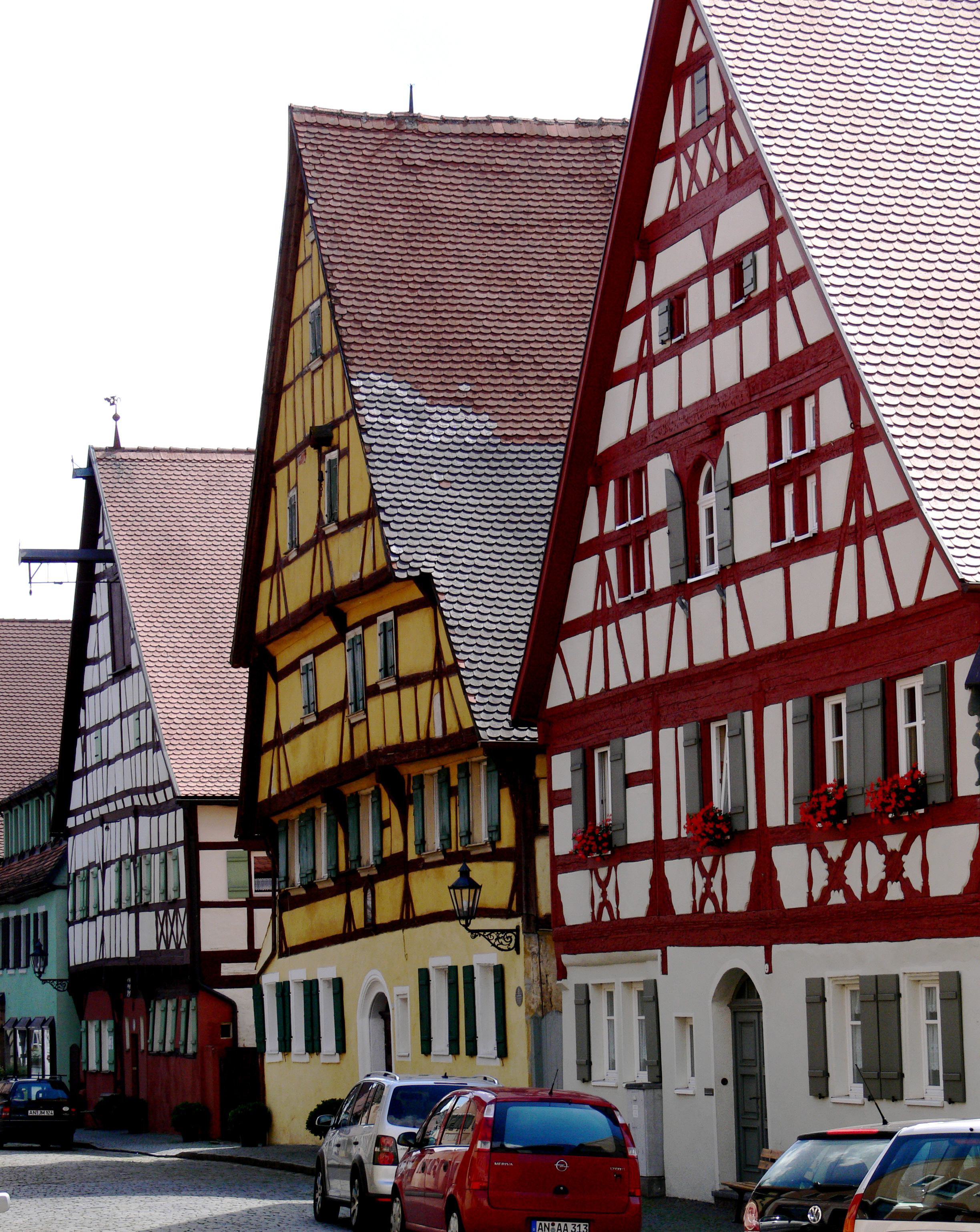
Fachwerkhäuser in Wolframs-Eschenbach

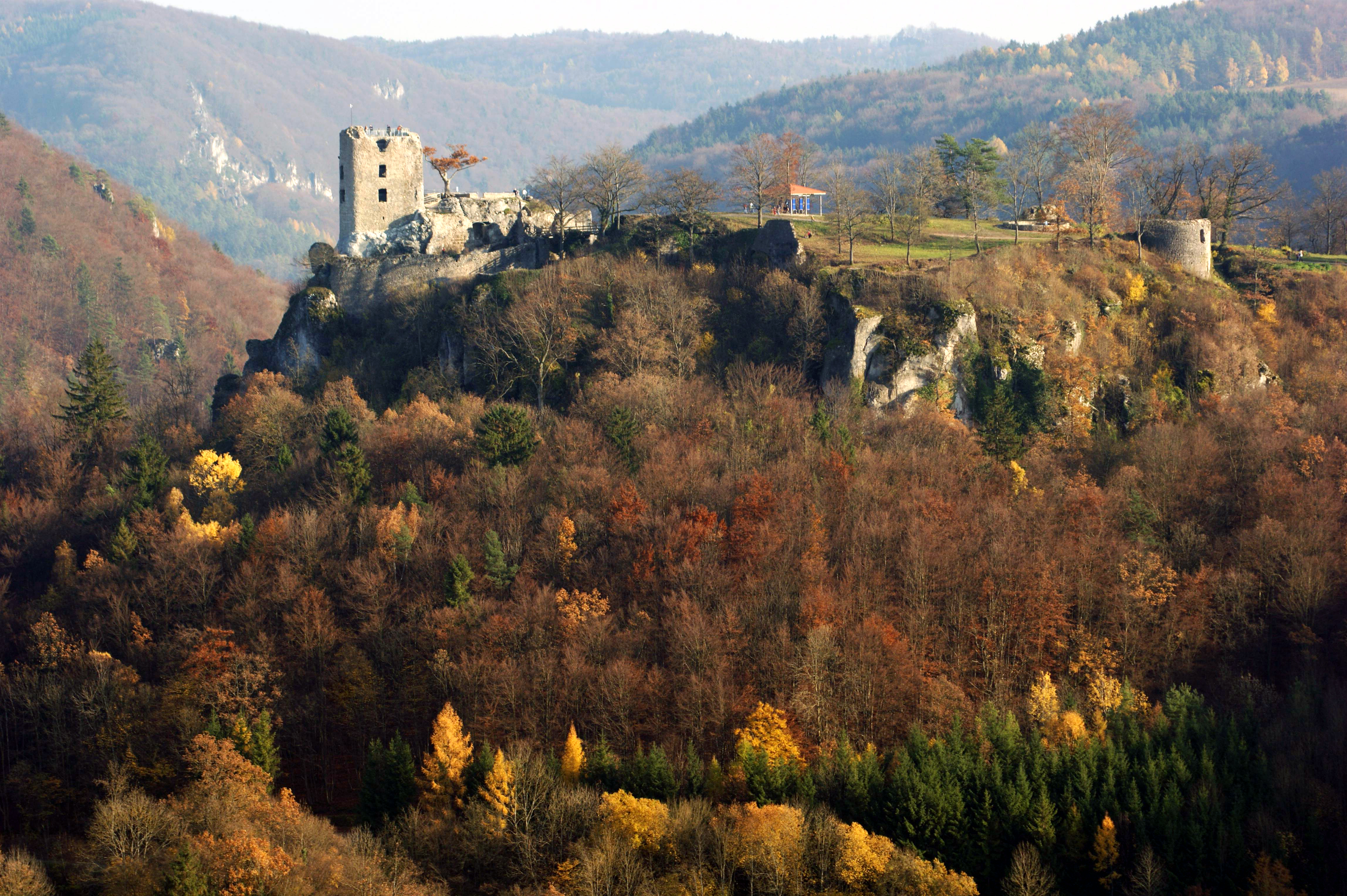
Die Burgruine Neideck war einst Sitz der Schlüsselberger Grafen

Ursprünglich stützte sich die Königsherrschaft fast ausschließlich auf Bischöfe, doch bis zur Mitte des 13. Jahrhunderts war es einigen mächtigen Adelsgeschlechtern gelungen, in Franken eine stärkere Stellung einzunehmen. Die wichtigsten waren die Grafen von Rieneck, die Grafen von Wertheim und das Haus Hohenlohe im Westen, die Grafen von Henneberg, Truhendingen und Orlamünde im Norden sowie die Schlüsselberger und die Grafen von Castell in der Mitte. Ganz im Süden schirmte das Ministerialgeschlecht der Pappenheimer Franken gegen das Herzogtum Bayern ab. Die Andechser, ursprünglich ein bayerisches Adelsgeschlecht, nahmen mit dem Herzogtum Meranien eine dominierende Stellung in Oberfranken ein, bis ihr Gebiet nach dem Tod Ottos VIII. im Jahr 1248 schließlich unter anderen Herrschaftshäusern aufgeteilt wurde. Daneben hatte auch der Deutsche Orden reiche Besitzungen in der Region. Besonderen Stellenwert erreichten die Grafen von Zollern, die 1192 die Burggrafen von Nürnberg beerbten. Im Spätmittelalter wurden Mitglieder des Fürstengeschlechts der Hohenzollern Kurfürsten von Brandenburg, in der Neuzeit Könige von Preußen und ab 1871 Kaiser des neu gegründeten Deutschen Reiches.

### Spätmittelalter
In der kaiserlosen Zeit, dem Interregnum (1254–1273), wurden einzelne Fürsten immer mächtiger. Nach dem Ende des Interregnums gelang es Herrschern jedoch, wieder eine starke königliche Herrschaft in Franken zu etablieren. Franken spielte für das Königtum bereits in der Zeit Rudolfs von Habsburg eine wichtige Rolle, die Itinerare der folgenden Könige belegen die Favorisierung des Rhein-Main-Raums. Trotz alledem resultierte die Kleinstaaterei Frankens daraus. Neben den Hochstiften Würzburg und Bamberg sowie den größeren Adelsgeschlechtern gab es zahlreiche Ritterschaften von niederem Adel.

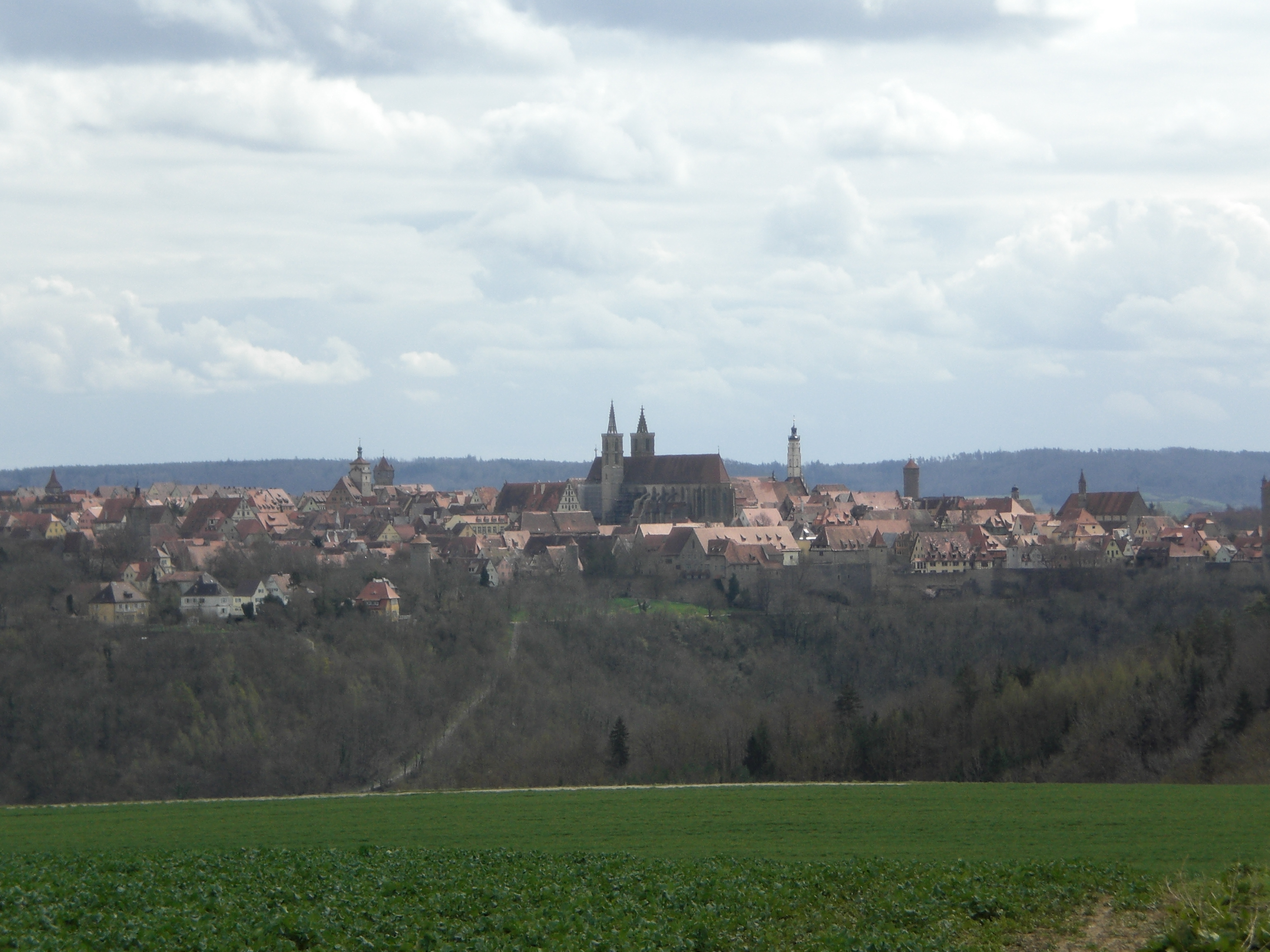
Rothenburg ob der Tauber, einst freie Reichsstadt

Mit Ausnahme der Freien Städte und Reichsstädte, die unmittelbar dem Reich unterstanden, war der Einfluss des Kaisers in allen weltlichen und geistlichen Besitzungen stark zurückgedrängt. Unter Ludwig dem Bayer profitierte vor allem die Reichsstadt Nürnberg von zahlreichen neuen Privilegien, was sie zu einer wirtschaftlich, aber auch politisch bedeutenden Metropole werden ließ. So wurden beispielsweise die Reichskleinodien ab 1423 in Nürnberg aufbewahrt.
Seit die Grafen von Zollern 1415 mit der Mark Brandenburg belehnt waren, bezeichnete man auch ihre fränkischen Besitzungen als Markgraftümer. Im Ersten Markgrafenkrieg (1449–1450) versuchte der Zoller Albrecht Achilles von Brandenburg-Ansbach eine Vorherrschaft über Franken zu gewinnen und belagerte dabei erfolglos die Freie Reichsstadt Nürnberg. Am Ende scheiterte der Markgraf und musste sich wieder auf seine ursprünglichen Besitzungen beschränken. Albrecht vermachte seinem ältesten Sohn und dessen Erben die Mark Brandenburg und seinen weiteren Söhnen Friedrich und Sigmund die Gebiete um Ansbach und Kulmbach. Dadurch wurden die fränkischen Gebiete der Zollern zu selbstständigen Fürstentümern erhoben. Auch anderen Herren, wie dem Fürstbischof von Würzburg, gelang es nicht, eine größere, geschlossene Territorialmacht aufzubauen. Vor allem die freie Reichsstadt Nürnberg war aus dem Markgrafenkrieg als Sieger hervorgegangen und besaß am Ende des Mittelalters das größte reichsstädtische Gebiet ganz Deutschlands.
Durch den Niedergang des Rittertums am Ende der Stauferzeit und den zunehmenden Einsatz von Söldnern verloren zahlreiche Ritter ihre Existenzgrundlage und verarmten. Sie verlegten daher oft ihr Handwerk und wurden zu Raubrittern, wie der berühmte Eppelein von Gailingen. Die Wallfahrt zu Niklashausen 1476 mit der von Lorenz Fries beschriebenen Empörung im Gefolge des Predigers Hans Böhm war symptomatisch für die anstehenden gesellschaftlichen Konflikte jener Zeit, die später in der Reformation und im Bauernkrieg eskalierten.

## Neuzeit

### Entstehung des Fränkischen Reichskreises

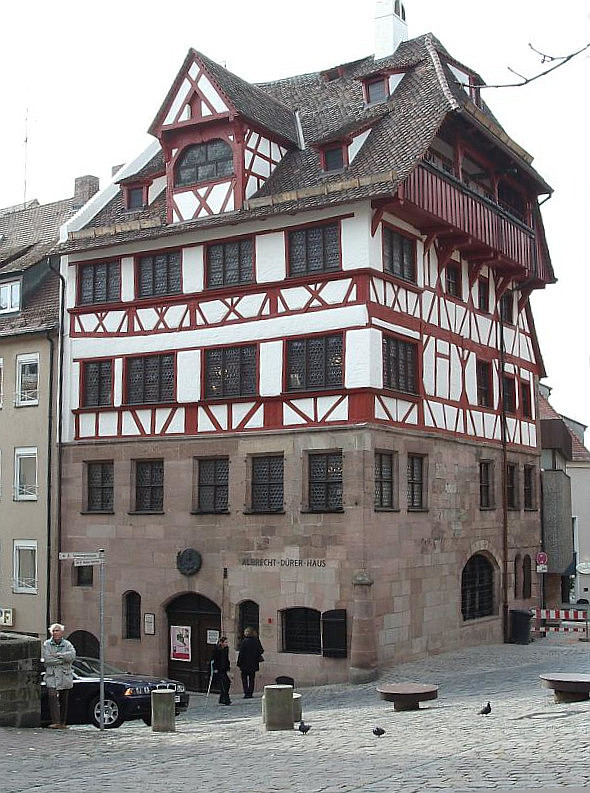
Dürerhaus in Nürnberg

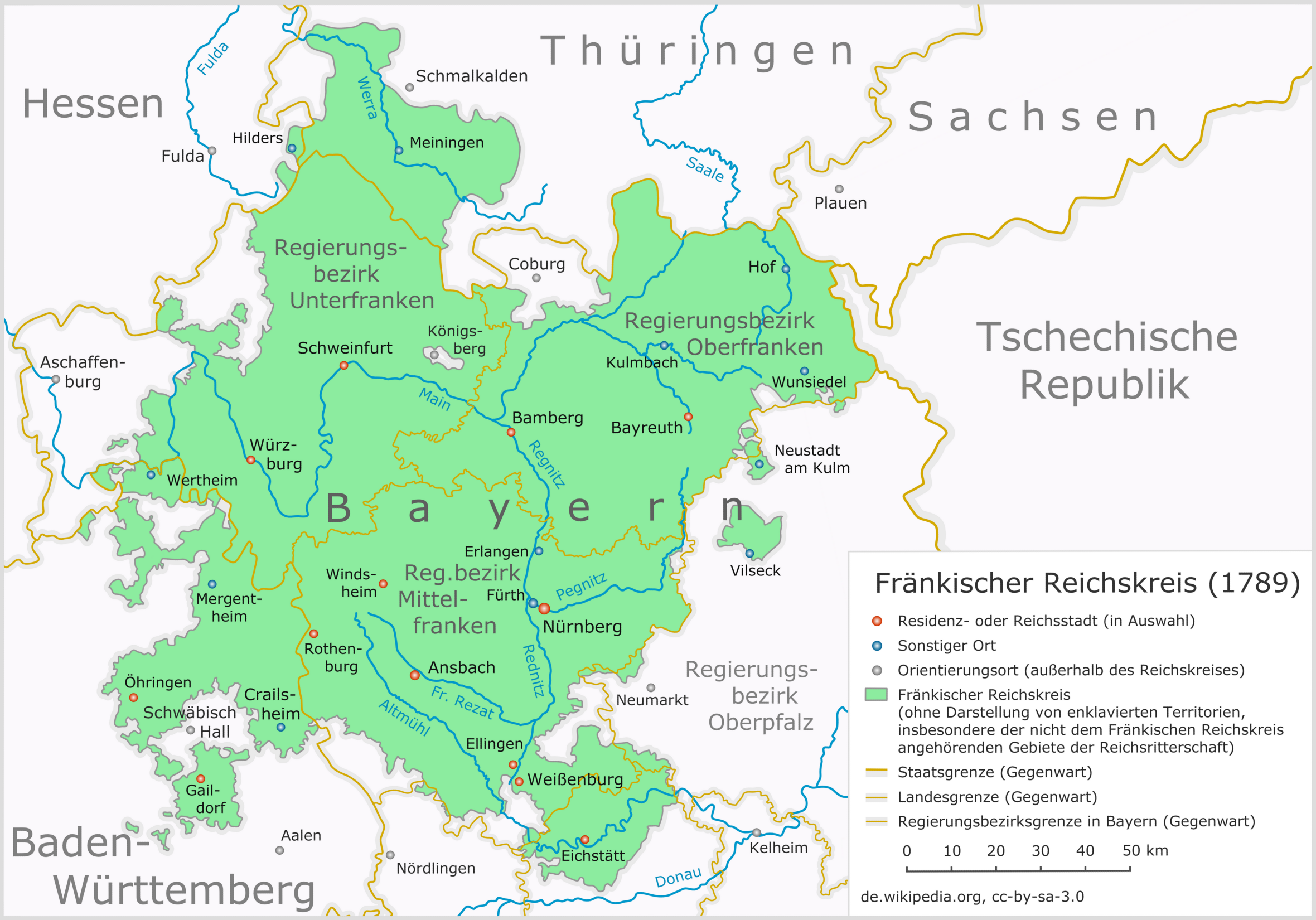
Der Fränkische Reichskreis 1789

Am 2. Juli 1500 wurde während der Regierungszeit Kaiser Maximilians I. das Reich im Zuge der Reichsreformbewegung in Reichskreise eingeteilt, was zur Entstehung des Fränkischen Reichskreises führte. Anfänglich hieß er lediglich Reichskreis Nr 1, 1522 wurde er erstmals als Fränkischer Reichskreis bezeichnet.
Die Reichskreise waren keine Territorien, sondern regionale Zusammenschlüsse benachbarter Reichsstände zur Wahrnehmung gemeinschaftlicher Aufgaben. Dazu gehörten die Aufbringung von Truppen für das Reichsheer im Rahmen der Reichsmatrikel, die Wahl der Richter zum Reichskammergericht, die Aufsicht über das Münzwesen, die Bewahrung des Landfriedens u. a. Der fränkische Reichskreis, der wie die anderen Kreise bis zum Ende des Heiligen Römischen Reiches 1806 bestand, gilt aus heutiger Perspektive bisweilen als wichtige Grundlage für die Entstehung eines bis heute bestehenden fränkischen Gemeinschaftsgefühls in dieser ansonsten politisch sehr zergliederten Region. Zwar führten die Bischöfe von Würzburg den alten Titel der Herzöge von Franken fort, doch blieb dieser Führungsanspruch bedeutungslos. Stattdessen war Franken im späten Mittelalter und in der Neuzeit besonders stark von der Kleinstaaterei in Deutschland betroffen. Völlig unterschiedliche Herrschaftsformen drängten sich eng aneinander. So waren Nürnberg und Schweinfurt freie Reichsstädte, während die Gegenden um Würzburg und Bamberg als religiöse Hochstifter regiert wurden. Hinzu kamen mittelgroße Fürstentümer wie Ansbach und Bayreuth oder Kleinterritorien wie die Grafschaft Henneberg. Teilweise hatte schon der Nachbarort einen anderen Herrn mit seinem eigenen, kleinen Herrschaftsgebiet. In Fürth wurden sogar die einzelnen Häuser einem der drei Herren zugeordnet („Dreiherrschaft“). Der Fränkische Reichskreis versagte wiederholt bei der Sicherung des Landfriedens. Die Grumbachschen Händel, die mit dem Überfall Wilhelms von Grumbach auf Würzburg einen Höhepunkt erreichten, und der Zweite Markgrafenkrieg wurden durch Mächte entschieden und beigelegt, die nicht dem Fränkischen Kreis angehörten.

### Reformation
Franken, insbesondere die mächtige Reichsstadt Nürnberg hatte eine wichtige Rolle bei der Ausbreitung der Reformationsbewegung Martin Luthers. Sehr früh wurden in den beiden Nürnberger Kirchen offene Stellen mit Leuten aus dem Kreis um Luther besetzt. Wichtige Nürnberger wie Anton Tucher und Albrecht Dürer standen in enger Verbindung mit den Wittenberger Kreisen. Die Lutherbibel wurde in Nürnberg gedruckt und trat von hier aus ihren Siegeszug an. Die meisten anderen fränkischen Reichsstädte, wie Rothenburg, Schweinfurt und Dinkelsbühl folgten bald nach und hielten deutsche Messen, stellten evangelische Prediger oder genehmigten evangelische Abendmahlsfeiern. Das Coburger Land, das damals zum Kurfürstentum Sachsen gehörte, war sogar eines der wichtigsten Zentren der Reformationsbewegung. Auch die fränkischen Reichsritter bekannten sich vielfach zum neuen Glauben und erhofften sich davon größere Unabhängigkeit von der Fürstenmacht. Neben dem Luthertum hatte sich auch die radikal-reformatorische Täuferbewegung bereits früh im fränkischen Raum verbreitet. Wichtige Zentren der Täufer waren Königsberg und Nürnberg. Die hohenzollerschen Gebiete um Ansbach und Kulmbach blieben zunächst katholisch, bis Georg der Fromme Luthers Lehren einführte. Selbst in den Hochstiften Bamberg und Würzburg gab es zahlreiche Anhänger der Reformationsbewegung, obwohl diese Gebiete im Kern katholisch blieben.

### Fränkischer Krieg

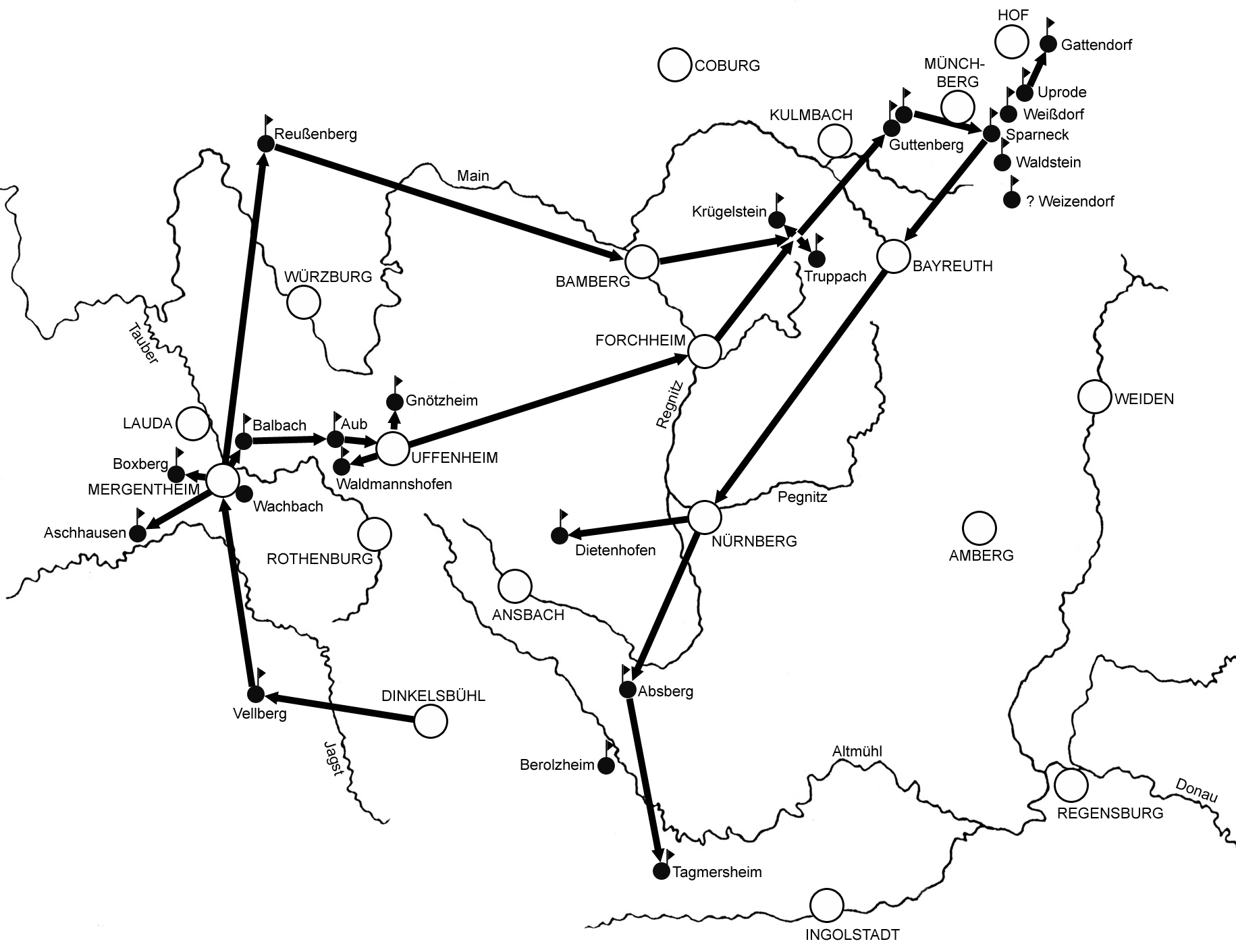
Wege des Feldzugs des Schwäbischen Bundes

Der Raubritter Hans Thomas von Absberg entführte regelmäßig Kaufleute und Adlige, weswegen Kaiser Karl V. die Reichsacht gegen ihn aussprach. Nach der Entführung von Hans Lamparter von Greiffenstein, dem Sprecher des Kaisers, sowie Johann Lucas, der im persönlichen Auftrag des Kaisers Geldgeschäfte abwickelte, versuchte Kaiser Karl V. den Schwäbischen Bund für ein zielgerichteteres Vorgehen gegen Absberg und die ihn unterstützenden fränkischen Adelsgeschlechter zu gewinnen. Dies führte 1523 zum Fränkischen Krieg: Der Schwäbische Bund begann einen Feldzug gegen verschiedene, mit Hans Thomas von Absberg verbündeten Rittergeschlechter und zerstörte mehrere Burgen, wie etwa die Burg Absberg oder die Burg Boxberg, was in den Holzschnitten des Kriegsberichterstatters Hans Wandereisen belegt wurde.

### Bauernkrieg

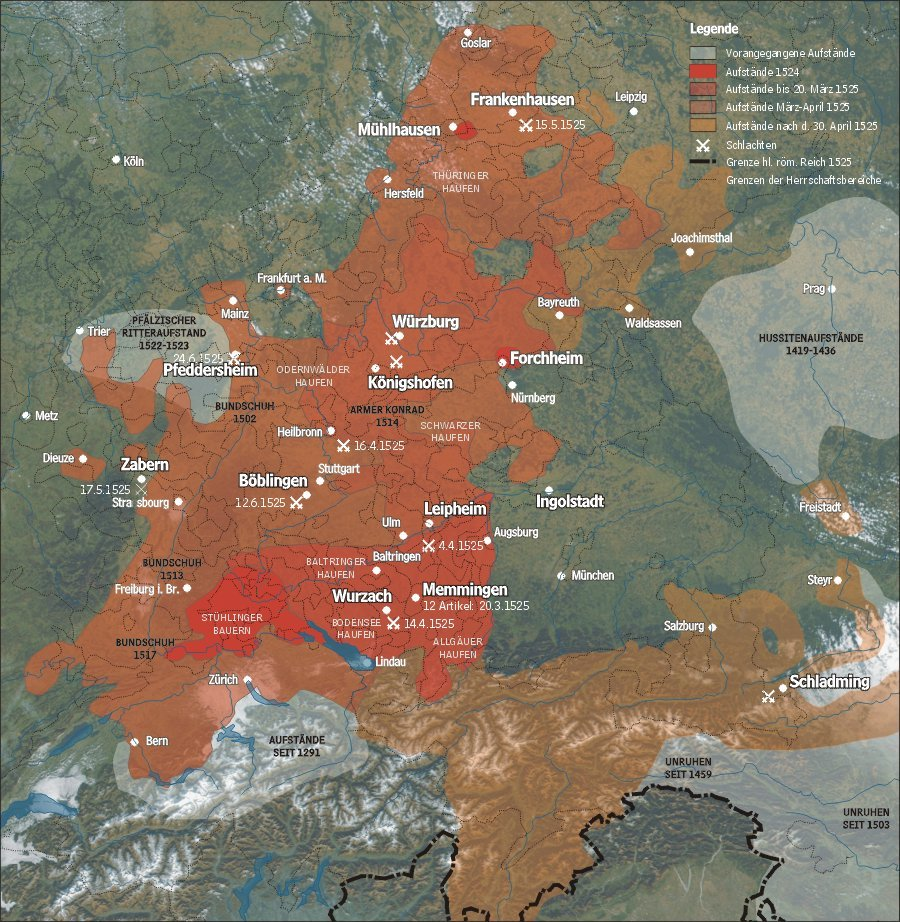
Ausdehnung der Aufstände im Bauernkrieg

Vor allem drückende Steuerlasten und Fronarbeiten in Verbindung mit den neuen, freiheitlichen Ideen, die mit der Reformationsbewegung Einzug hielten, entfesselten im Jahr 1525 den Deutschen Bauernkrieg. Zuerst in Oberschwaben forderten Bauern die freie Wahl des Pfarrers, die Wiederherstellung traditioneller Rechte, wie Jagd und Fischfang, die Eindämmung der Frondienste und gerechtere Steuern. Auch in weiten Teilen Frankens trafen diese Forderungen auf breite Zustimmung. Mitte März 1525 sammelte sich in den Dörfern um Rothenburg eine radikale Bauerngruppe von etwa 4000 Mann, die als Tauberhaufen bezeichnet wurde. Ihre Anführer, unter denen Florian Geyer war, erklärten, dass alle Menschen gleich seien und Leibeigenschaft unrecht sei. In ähnlicher Weise bildete sich weiter westlich der Odenwälder Haufen, die Götz von Berlichingen anführte. Die aufständischen Bauern bewegten jedoch keinen der wichtigen Fürsten zu entscheidenden Änderungen und so begannen sie Amtshäuser, Adelssitze und Klöster zu überfallen und zu plündern. Dabei hatten sie es besonders auf die Steuerlisten und Zinsbücher abgesehen. Der Adel lenkte zunächst ein und selbst der Graf von Henneberg lieferte den Bauern Waffen und Nahrungsmittel. Gleichzeitig rekrutierten sie jedoch kriegserfahrene Landsknechte in Italien. Angeführt wurden diese von Truchsess von Waldburg, genannt der Bauernjörg.
Bald hatten sich die Aufstände ausgeweitet und die Hochstifte Bamberg und Würzburg erfasst. Im Würzburger Gebiet waren zahlreiche Burgen und Klöster niedergebrannt worden. Im Gegensatz dazu blieben das Nürnberger Land und die Gebiete um Kulmbach weitgehend verschont. Ende April rückten fast 20.000 Bauern vor Würzburg, wo sich der Bischof auf der Marienberg verschanzt hatte. Die Würzburger, unter denen Tilman Riemenschneider eine wichtige Rolle spielte, verbündeten sich überraschend mit den Bauern. Die Einnahme der Marienburg gelang ihnen jedoch nicht. Als das fürstliche Söldnerheer mit 3000 Reitern und 9000 Landsknechten anrückte, stellten sich die Bauern unter Götz von Berlichingen bei Lauda-Königshofen zur Schlacht, waren den gut ausgerüsteten Truppen jedoch hoffnungslos unterlegen. Auf ausdrücklichen Befehl wurden keine Gefangenen gemacht und am Abend des 4. Juni lagen 5000 Bauern tot auf dem Schlachtfeld. Zu einer weiteren Schlacht kam es nahe der zum Hochstift Würzburg gehörenden Stadt Meiningen zwischen bischöflichen Truppen und dem Bauernheer Bildhäuser Haufen, die von den Würzburgern vernichtend geschlagen wurden. Die Sieger führten nach den niedergeschlagenen Aufständen einen grausamen Rachefeldzug durch, bei dem es vielfach zu Verstümmelungen und zahlreichen Hinrichtungen kam (darunter der Meininger Pfarrer). Die Bauern hatten unter großen Menschenverlusten und Ernteausfällen zu leiden und verloren fast alle im Verlauf der Aufstände zugesagten Erleichterungen. Für Jahrhunderte blieben die einfachen Volksschichten von fast allen politischen Vorgängen ausgeschlossen.

### Zweiter Markgrafenkrieg und Gegenreformation
Ab 1552 versuchte Markgraf Albrecht Alcibiades von Kulmbach-Bayreuth im Zweiten Markgrafenkrieg die Vormachtstellung Nürnbergs zu brechen und die Besitzungen der Hochstifte zu säkularisieren. Er griff Bamberg und Würzburg an und erpresste Geldzahlungen von Nürnberg. In den Kämpfen wurden schließlich große Gebiete Frankens verwüstet, bis König Ferdinand I. mit mehreren Herzögen und Fürsten die Unterwerfung Albrechts beschloss. Im Jahr 1553 wurde Albrechts Rückzugsort, die Plassenburg, eingenommen und vollkommen zerstört. Sein späterer Nachfolger verlangte dafür hohe Entschädigungszahlungen von der Reichsstadt Nürnberg, die ohnehin schwer unter diesem Krieg gelitten hatte.
Im Zuge der Gegenreformation gingen Julius Echter in Würzburg und Neidhardt von Thüngen in Bamberg rücksichtslos gegen die evangelischen Kreise der beiden Hochstifte vor. Lutherische Pfarrer wurden vertrieben und Untertanen vor die Wahl gestellt, auszuwandern oder zu konvertieren. Die Macht der evangelischen Reichsritterschaft wurde vielfach gebrochen. Im Zuge dieser Gegenreformation kam es in Franken auch zu Hexenverfolgungen von beispiellosem Ausmaß. In den Fürstbistümern Würzburg und Bamberg fanden die schlimmsten Hexenverfolgungen ganz Europas statt.

### Dreißigjähriger Krieg

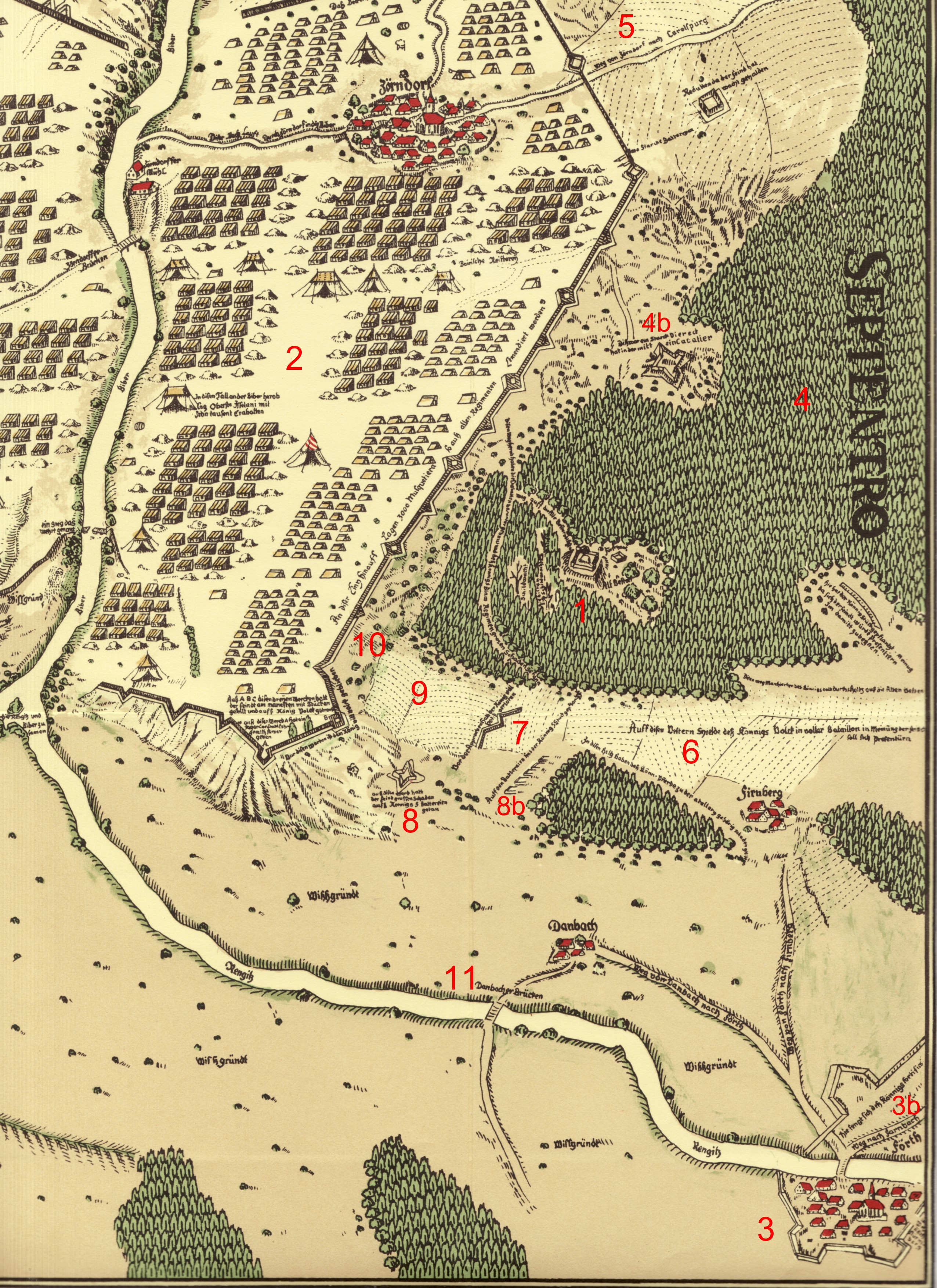
Ausschnitt aus Wallensteins Lager um Zirndorf und die Alte Veste

Im Jahr 1608 hatten sich reformierte Landesfürsten im Reich zur so genannten Union zusammengeschlossen. In Franken gehörten die Markgrafen von Ansbach und Bayreuth sowie die Reichsstädte zu diesem militärischen und politischen Bündnis. Die katholische Seite antwortete 1609 mit einem Gegenbündnis, der Liga, in der sich vor allem geistliche Fürsten unter Führung von Maximilian I. von Bayern versammelten. Die Gegensätze zwischen beiden Lagern mündeten schließlich in den Dreißigjährigen Krieg, der seinen Ausgang in Böhmen nahm, doch schließlich auf das ganze Reich und Europa ausgriff.
Franken selbst war anfänglich kein unmittelbarer Kriegsschauplatz, doch wurde es aufgrund seiner zentralen Lage innerhalb des Reiches häufig von plündernden Heeren durchzogen. Nach der Schlacht am Weißen Berg im Jahr 1620, wo die katholische Liga einen Sieg davontrug, begann Kaiser Ferdinand II. mit einer umfangreichen Rekatholisierung. Die Bischöfe Frankens forderten daraufhin alle seit 1552 eingezogenen Güter zurück. In diesem Zusammenhang erhielt etwa der Würzburger Bischof Kitzingen, das vorher jahrhundertelang an Brandenburg-Ansbach verpfändet war. Nach der Schlacht bei Breitenfeld im September 1631 rückten schwedische Truppen unter Gustav Adolf bis nach Franken vor. Sie nahmen Würzburg ein und erstürmten die als uneinnehmbar geltende Festung Marienberg. Während viele Reichsritter den Schwedeneinfall begrüßten, hielten sich die meisten evangelischen Landesfürsten und auch die Reichsstädte zurück. Lediglich der Coburger Herzog trat sofort zur schwedischen Seite über. Nürnberg etwa schloss erst durch öffentlichen Druck ein Bündnis mit den Schweden und belieferte sie mit Truppen und Kanonen. Als Wallenstein erneut in den Krieg eingriff, ließ Gustav Adolf im Sommer 1632 um Nürnberg ein gewaltiges Lager errichten. Wallenstein bezog westlich von Nürnberg um Zirndorf herum Stellung, ließ sich jedoch nicht aus der Defensive locken. Daraufhin eröffneten die Schweden die Schlacht an der Alten Veste und erlitten größere Verluste. Zwei Wochen später zog sich der schwedische König aus Franken zurück und der Krieg verlagerte sich nach Mitteldeutschland. Dennoch wurde Franken noch weitere 16 Jahre lang durch Einfälle, Einquartierungen, Truppendurchzüge, die Erpressung von Kontributionszahlungen und Pestepidemien heimgesucht. Als im Jahr 1648 der Krieg durch den Westfälischen Frieden beendet wurde, wurden die Konfessionsgrenzen auf die des Jahres 1624 festgesetzt. Die fränkischen Stände mussten riesige Summen als Kriegsentschädigung für Schweden aufbringen, was wegen der Entvölkerung und Verwüstung der Gebiete kaum möglich war. Die Hälfte der Bevölkerung war umgekommen, im Coburger Land waren sogar 70 bis 80 Prozent der Bevölkerung verschwunden. In den protestantischen Gebieten wurden nach dem Krieg etwa 150.000 vertriebene Protestanten angesiedelt. Sie waren zum Teil österreichische Exulanten und wurden in großer Zahl vom Ansbacher Markgraf aufgenommen, der sie um Ansbach, Gunzenhausen und Wassertrüdingen ansiedelte. Ein Jahr nach dem Friedensschluss fand in Nürnberg ein abschließender Friedenskongress, der Nürnberger Exekutionstag, statt, an dem offen gebliebene Fragen geklärt wurden.

### Eingliederung Frankens in neue Gebiete
Typisch für die Landesherrschaft in Franken war weiterhin das Territorium non clausum (wörtl. nichtabgeschlossenes Gebiet), also das räumlich nicht exakt umrissene Herrschaftsgebiet. Vielmehr realisierte sich Landesherrschaft in der Region durch rechtliche Einzeltitel. So gab es Orte, in denen Grund- und Gerichtsherrschaft bei verschiedenen Herren lagen. Ein Musterbeispiel dafür ist Fürth, wo sowohl die Reichsstadt Nürnberg, die Ansbacher Markgrafen als auch der Bischof von Bamberg Herrschaftstitel besaßen. Zumindest im Bereich der Fürstentümer Ansbach und Bayreuth änderte sich dies am Ende des 18. Jahrhunderts. Der letzte Markgraf von Ansbach-Bayreuth, Karl Alexander, verzichtete 1791 auf sein Herrschaftsgebiet und trat seine beiden Fürstentümer an Preußen ab. Unmittelbar nach der Übergabe sicherte der preußische Provinzstatthalter Hardenberg in diesen Gebieten mit militärischem Druck die alleinige Herrschaft Preußens und erzwang damit das Territorium clausum zugunsten der Großmacht. Damit wurde ein relativ großer Flächenstaat auf dem Gebiet der heutigen Region Franken erschaffen, wodurch eine Großmacht wesentlichen Einfluss auf den Fränkischen Reichskreis besaß und dessen fragile Machtbalance sprengte, auch wenn der Reichskreis formal bis zur Auflösung des Heiligen Römischen Reichs 1806 fortbestand.

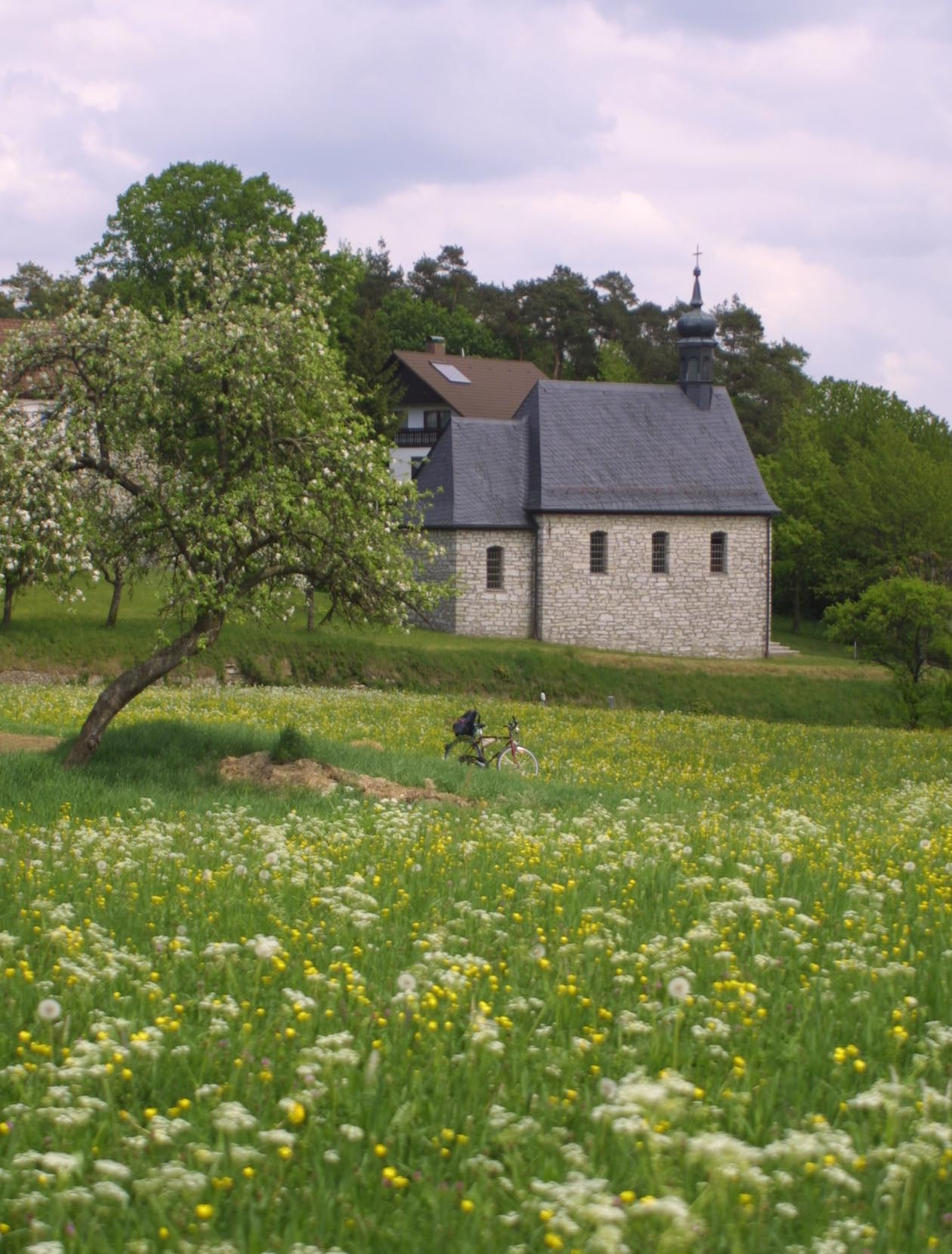
Fränkische Dorfkirche bei Bamberg

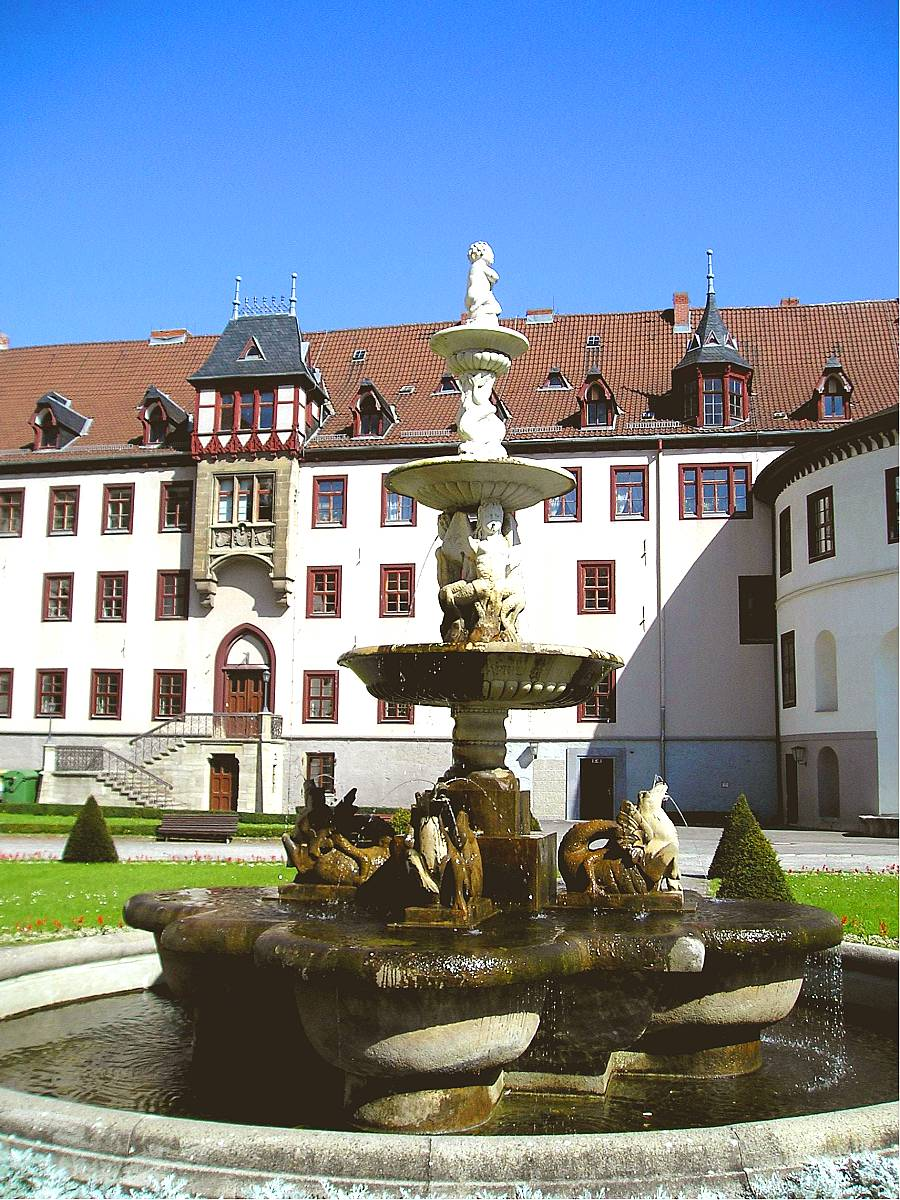
Der „Bibrasbau“, 1511 vom Würzburger Bischof Lorenz von Bibra erbauter Hauptbau der Würzburger Burg in Meiningen, heute Teil des Schlosses Elisabethenburg

Insgesamt blieb Franken jedoch weiterhin politisch stark zersplittert. Dazu waren die Herrschaftsgebiete entsprechend dem reichrechtlichen Grundsatz cuius regio, eius religio (Wessen Land, dessen Religion) in katholische und protestantische Territorien geteilt.
Diese Zersplitterung und der Status als klassische Reichslandschaft machten Franken Anfang des 19. Jahrhunderts zur Konkurs- und Dispositionsmasse des Alten Reiches im Anschluss an den Frieden von Lunéville. Unter Napoleons Einfluss wurde Bayern, in dem er ein potentielles Bollwerk gegen Österreich sah, zu den Gewinnern der süddeutschen Staaten. Mit dem Vertrag von Paris wurde 1802 unter anderem ein großer Teil des heutigen Frankens dem Kurfürsten Pfalz-Bayerns zuteil, als Kompensation für den Verlust der Rheinpfalz und Jülichs. Dies betraf fast das ganze heutige Franken mit Ausnahme der Fürstentümer Ansbach-Bayreuth und die Reichsstadt Nürnberg. Schon ab dem Jahr 1802 wurden die so gewonnenen Landstriche auch militärisch besetzt; für das Kurfürstentum Bayern nicht lediglich eine Kompensation, sondern ein Zugewinn an Land und Einwohnern. Durch die Säkularisation, dem Einzug des Landes und Besitzes von Hochstiften und Klöstern, begann sich die strukturelle Vielgestaltigkeit Bayerns nicht nur in administrativer, sondern auch in kultureller Hinsicht zu homogenisieren. Durch den Reichsdeputationshauptschluss von 1803 schließlich war es möglich, auch die landständischen Klöster zu belangen, die bereits vorher zu Bayern gehörten. Das Hochstift Eichstätt ging vorerst jedoch an Ferdinand III. von Toskana, ehe es im Frieden von Pressburg zwei Jahre später endgültig an Bayern fiel und Großherzog Ferdinand nach Würzburg versetzt wurde. Im Haupt-Landes-Grenz- und Purifikationsvergleich von 1802 vereinbarten Bayern und Preußen im Anschluss an den Reichsdeputationshauptschluss einen Gebietsaustausch, der unter anderem mit Wirkung ab 1803 die Stadt Weißenburg unter preußische Hoheit stellte, ehe sie nach der preußischen Niederlage von 1806 wiederum bayerisch wurde.
Ebenfalls 1806 konnte Bayern das preußische Fürstentum Ansbach gegen das Herzogtum Berg von Preußen eintauschen. Die Rheinbundakte beendete – wiederum 1806 – die Selbständigkeit der Stadt Nürnberg und verfügte deren Eingliederung in das nunmehrige Königreich Bayern. Im sogenannten „Rittersturm“ bekamen die größeren Territorialstaaten Bayern, Württemberg und Baden nach 1803 auch die oftmals nur wenige Dörfer umfassenden Kleinstterritorien der Reichsritter und der fränkischen Ritterschaft, obgleich der Reichsdeputationshauptschluss diese nicht erwähnt hatte. Die Rheinbundakte sanktionierte in Artikel 25 diese einseitigen Maßnahmen. 1810 erwarb Bayern das seit 1807 französische und vormals preußische Fürstentum Bayreuth und verdrängte damit endgültig Preußen als bisherige Vormacht der Region. Das Haus Habsburg sicherte sich 1805 im Tausch von Bayern das Gebiet des vormaligen Hochstifts Würzburg als Fundierung seiner toskanischen Nebenlinie, während Bayern mit den Gebieten der vormaligen Hochstifte Eichstätt, Trient und Brixen und der Grafschaft Tirol entschädigt wurde. Würzburg wurde damit Hauptstadt des kurzlebigen Kurfürstentums bzw. ab 1806 Großherzogtums Würzburg unter Ferdinand III. von Toskana, das als Mitglied des Rheinbundes – ebenso wie Bayern – zu den Verbündeten Napoleons zählte. Bayern wiederum tauschte das Würzburger Gebiet auf dem Wiener Kongress gegen seine Territorien rechts des Inn von Habsburg ein.
Auf dem Wiener Kongress wurden Bayern auch die ursprünglich fuldaische und kurmainzische Gebiete Bad Brückenau und Aschaffenburg sowie deren Umgebung zugesprochen, die historisch zum oberrheinischen bzw. kurrheinischen Reichskreis gehört hatten, also niemals Bestandteil Frankens (im Sinne des Fränkischen Reichskreises) gewesen waren. Im Zuge der bayerischen Verwaltungseinteilung wurden diese Gebiete zu Unterfranken geschlagen und werden heute dementsprechend zu Franken gerechnet.
In den fränkischen Gebieten herrschten teilweise erhebliche Ressentiments gegen eine Zugehörigkeit zu Bayern. Darunter mischten sich liberale Forderungen nach republikanischen Strukturen. Der Staatsrechtler und Bürgermeister Würzburgs, Wilhelm Joseph Behr, wurde etwa wegen Hochverrates verhaftet, nachdem er 1832 vor 6000 Teilnehmern auf dem Gaibacher Fest die bayerische als die denkbar schlechteste Verfassung bezeichnete. Im Frühjahr 1849 eskalierten die Spannungen, als die demokratische Opposition in Franken die Anerkennung der Beschlüsse der Paulskirche forderte und offen mit der Loslösung von Bayern drohte. In Würzburg und Miltenberg wurden Waffenlager gestürmt, in Schweinfurt zählte man auf einer Versammlung sechs Kanonen und 1100 Gewehre. Das fränkische Besitz- und Bildungsbürgertum, aber auch Kirchen und Beamte entschieden sich letztendlich gegen Gewalt und für eine Aussöhnung mit München. Seit Bayern im Jahr 1871 Teil des Deutschen Reiches geworden war und sich dadurch ganz andere Perspektiven aufgetan hatten, milderte sich der Gegensatz zwischen Franken und Bayern deutlich ab.
1920 entschied sich der Freistaat Coburg in einem Referendum gegen einen Beitritt zu Thüringen und kam stattdessen zu Bayern. Coburg genießt durch den Beitrittsvertrag von 1920 mit dem Freistaat Bayern eine gewisse administrative und kulturelle Sonderstellung. Beispielsweise ist Coburg von der Zuständigkeit des oberfränkischen Staatsarchivs Bamberg ausgenommen und verfügt über ein eigenes Staatsarchiv. Im Freistaat Sachsen-Meiningen, welcher damals etwa zwei Drittel des heutigen Südthüringen umfasste, gab es in dieser Frage keine Volksabstimmung. Dort entschied der damals SPD geführte Landtag darüber dem neuen Land Thüringen beizutreten. Es gab hier durchaus auch lautstarke Proteste und sofort nach der Gründung des Landes Thüringen gründete sich eine bis 1931 aktive Bewegung Los von Thüringen. Schmalkalden, Suhl und Schleusingen gehörten damals und bis 1945 bzw. 1947 zu Preußen.

### Zeit des Nationalsozialismus

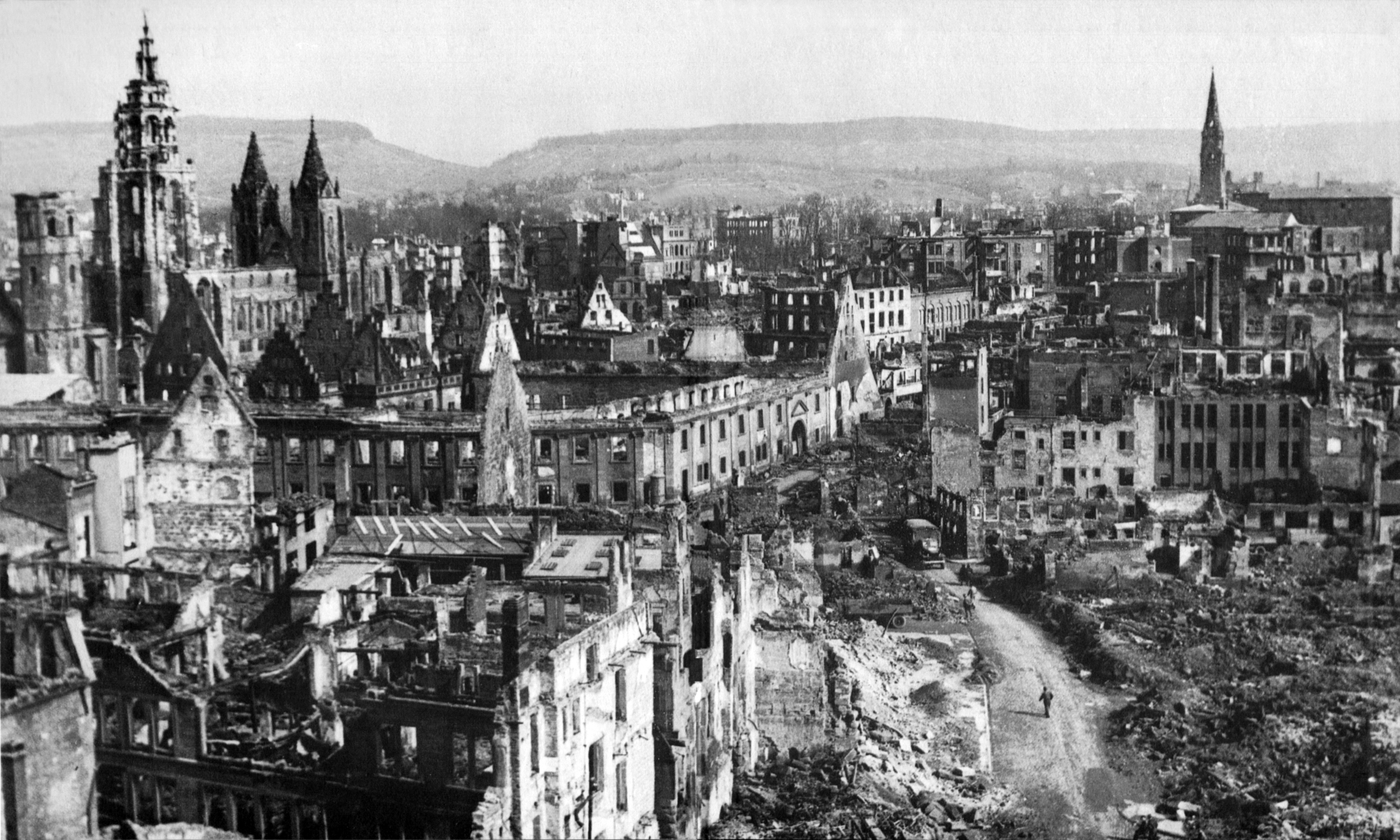
Das zerstörte Heilbronn

Die ersten NSDAP-Ortsgruppen Frankens wurden 1921 und 1922 gegründet. In der Zeit des Nationalsozialismus erhielten Teile Frankens mit den NSDAP-Gauen Mainfranken und Franken eigene Parteistrukturen der mittleren Parteiebene. Oberfranken bildete dagegen mit Niederbayern und der Oberpfalz die Bayerische Ostmark. Die evangelischen Gegenden Frankens hatten sich für den Nationalsozialismus als besonders empfänglich erwiesen. Im Wahlbezirk Rothenburg-Land erreichte die NSDAP 1929 ein Ergebnis von 83 Prozent (Gesamtbayern: 32,9 Prozent). Eine frühe Hochburg des Nationalsozialismus in Mittelfranken waren der Landkreis und die Stadt Neustadt an der Aisch, aus welchen Bereichen einige NSDAP-Ortsgruppenmitglieder 1928 in den Bezirkstag gewählt wurden. Im Rathaus der Stadt Coburg regierte ab 1929 die NSDAP mit absoluter Mehrheit unter dem Bürgermeister Franz Schwede, der später zum Gauleiter von Pommern aufsteigen sollte. Nürnberg spielte als Stadt der Reichsparteitage eine herausgehobene Rolle in der Selbstdarstellung der Nationalsozialisten, die durch die Heimholung der Reichskrone bewusst reichsstädtische Sentimentalitäten und Reminiszenzen der Nürnberger bedienten. Als eine der ersten Städte im Reichsgebiet tat sich Gunzenhausen mit der Diskriminierung der jüdischen Bevölkerung hervor. Im April 1933 wurde dort das erste Hitler-Denkmal im Deutschen Reich errichtet. Am 25. März 1934 kam es zum ersten Juden-Pogrom in Bayern. Der Übergriff brachte Gunzenhausen weltweit ein negatives Presseecho. Die politische Zugehörigkeit zu Bayern und anderen Gebieten blieb in der Zeit des Nationalsozialismus außer Frage, war aber durch die Gleichschaltung der Länder belanglos.
Wie alle Teile des Deutschen Reichs war auch Franken stark von alliierten Luftangriffen betroffen. Nürnberg als wichtiger Industriestandort und Verkehrsknotenpunkt wurde besonders hart getroffen. Zwischen 1940 und 1945 war die Stadt das Ziel Dutzender Luftangriffe. Auch viele andere Orte waren Luftangriffen ausgesetzt. Schwer beschädigt wurde etwa die Würzburger Residenz. Fast vollständig verschont blieb die Altstadt Bambergs. Zur Sicherung von Kulturgut wurde unterhalb der Nürnberger Burg der Historische Kunstbunker angelegt, wo unter anderem die Reichskleinodien, der Krakauer Hochaltar, Martin Behaims Erdapfel und der Codex Manesse verwahrt wurden. In der Schlussphase des Zweiten Weltkrieges wurden Ende März sowie April 1945 die fränkischen Städte von Verbänden der US Army eingenommen, die nach dem Scheitern der Ardennenoffensive und des Unternehmens Nordwind von Westen her vordrangen. Die Schlacht um Nürnberg dauerte fünf Tage; sie forderte mindestens 901 Tote. Die Schlacht um Crailsheim dauerte 16 Tage, die Schlacht um Würzburg dauerte sieben Tage. Der Kampf um Merkendorf dauerte drei Tage. Die 7. US-Armee nahm diese Städte ein.

### Zeitgeschichte

#### In der BRD
Nach der bedingungslosen Kapitulation am 8. Mai 1945 kam der bayerische Teil Frankens zur Amerikanischen Besatzungszone, während Südthüringen mit Ausnahme kleinerer Exklaven wie Ostheim vor der Rhön Teil der Sowjetischen Besatzungszone wurde. Das spätere Württemberg-Baden war ebenfalls Teil der Amerikanischen Zone. Im Herbst 1945 gründete sich mit Inkrafttreten der Bayerischen Verfassung der Freistaat Bayern. Das Land Württemberg-Baden gründete sich am 19. September 1945. Am 25. April 1952 fusionierte dieses Land anschließend mit Baden und Württemberg-Hohenzollern (beide aus der früheren Französischen Besatzungszone) zum heutigen Bundesland Baden-Württemberg. Am 1. Dezember 1945 gründete sich das Land Hessen.

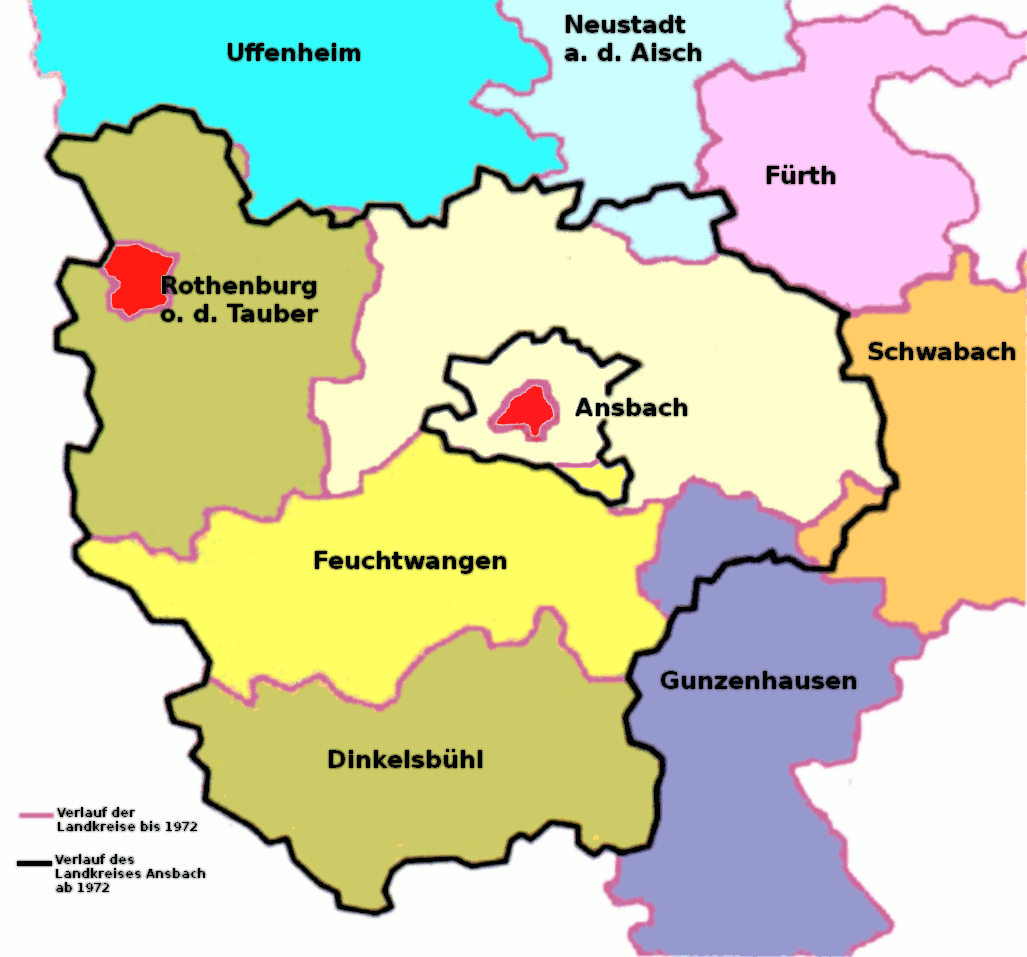
Die Gebietsreform in Bayern am Beispiel des fränkischen Landkreises Ansbach

Neben dem Wiederaufbau nahm vor allem Bayern von allen Bundesländern die meisten Reichsdeutschen und Flüchtlinge auf, die zum Ende des Zweiten Weltkrieges aus den ehemals deutschen Ostgebieten sowie Ost- und Südosteuropa vor allem nach Bayern strömten, da dieses erst zum Ende des Krieges von den amerikanischen Truppen erobert wurde. Es entstanden zahlreiche Flüchtlingslager, wie etwa auf der Wülzburg. Wirtschaftlich bewältigten Bayern und Baden-Württemberg nach 1945 den Strukturwandel von einer überwiegend landwirtschaftlich geprägten Region zu einem führenden Industrieland.
In den Jahren 1971 bis 1980 wurde die Gebietsreform in Bayern durchgeführt und hatte das Ziel, leistungsfähigere Gemeinden und Landkreise zu schaffen. Das sollte durch größere Verwaltungseinheiten (Gemeindefusionen) erreicht werden, die nach Ansicht der Bayerischen Staatsregierung effizienter arbeiten würden. Unter teilweise großem Protest der Bevölkerung wurde die Anzahl der Gemeinden um zwei Dritteln, die Zahl der Landkreise um etwa die Hälfte gesenkt. Der bis dahin mittelfränkische Landkreis Eichstätt kam zu Oberbayern.

#### In der DDR
Die fränkischen Gebiete im Süden Thüringens gehörten nach dem Rückzug der US-amerikanischen Besatzungstruppen im Juni 1945 zur Sowjetischen Besatzungszone, dem späteren Staatsgebiet der DDR. Am 25. Juli 1952 beschloss der Thüringer Landtag im Zuge einer Verwaltungsreform das Gesetz über die weitere Demokratisierung des Aufbaus und der Arbeitsweise der staatlichen Organe in Thüringen. Fortan gab es neben den thüringischen Bezirken Erfurt und Gera den fränkisch geprägten Bezirk Suhl. Der fränkische Teil Thüringens südlich des Rennsteigs wurde damals relativ genau übereinstimmend mit dem Bezirk Suhl, Volksmund „Autonome Gebirgsrepublik Suhl“, abgedeckt. Nach der politischen Wende in der DDR wurde das Land Thüringen mit dem Ländereinführungsgesetz vom 22. Juli 1990 mit Wirkung zum 14. Oktober 1990 als Freistaat wieder gebildet. Seither untersteht das fränkische Südthüringen wieder der Thüringer Landesregierung in Erfurt. In Südthüringen sind die Geschichte der Grafschaft Henneberg und die Kenntnis über die sprachliche und kulturelle Zugehörigkeit zu Franken auch zu Zeiten der DDR lebendig geblieben. In den zu großen Teilen im DDR-Grenzsperrgebiet liegenden Kreisen Sonneberg und Hildburghausen waren die Einwohner ständig mit den unterbrochenen Verbindungen zum bayrischen Ober- und Unterfranken konfrontiert, was ihr Zugehörigkeitsgefühl zu Franken jenseits der Grenze im Bewusstsein verankerte und verstärkte. Deutlich wird das zum Beispiel in den engen Kooperationsbeziehungen, die die Landkreise Sonneberg und Hildburghausen mit dem Landkreis Coburg unmittelbar nach der politischen Wende in der DDR auf kulturellem Gebiet und im Fremdenverkehr eingegangen sind oder im Beitritt des Landkreises Sonneberg zur Metropolregion Nürnberg.